# Sátoraljaújhely
Sátoraljaújhely (en alemán: Neustadt am Zeltberg; en eslovaco: Nové Mesto pod Šiatrom; en yidis: איהעל) es una ciudad fronteriza situada en el condado de Borsod-Abaúj-Zemplén, Hungría. Es la capital del distrito de Sátoraljaújhely. La ciudad es famosa por su región vinícola y, desde 2002, forma parte del Paisaje Cultural de la Región Vinícola Histórica de Tokaj-Hegyalja, declarado Patrimonio de la Humanidad por la UNESCO. Sátoraljaújhely se conoce a menudo como la «Capital de Zemplén» debido a su historia como antigua sede del condado de Zemplén y el mayor asentamiento de la región de Hegyalja. La ciudad quedó dividida por la nueva frontera establecida por el Tratado de Trianón, y uno de sus barrios pasó a formar parte de Eslovaquia, conocido actualmente como Slovenské Nové Mesto.

## Etimología
El nombre Sátoraljaújhely se compone de cuatro palabras húngaras: "sátor", que significa "tienda de campaña", pero hace referencia al monte Sátor. La montaña tiene la forma de una tienda, razón por la cual recibió este nombre; "alja", que significa "fondo", indicando la ubicación del pueblo al pie del monte; "új", que significa "nuevo"; y "hely", que significa "lugar" o "ubicación". Por lo tanto, Sátoraljaújhely se traduce como "nuevo lugar al pie del monte Sátor".
El nombre más antiguo conocido de la ciudad fue Sátorelő, donde el sufijo "-elő" significa "delante de", lo que indica que el nombre se refería a un asentamiento situado al pie del monte Sátor. Según una leyenda local, este asentamiento original fue destruido durante la invasión mongola de 1241, y los supervivientes fundaron una nueva ciudad, a la que llamaron Sátoraljaújhely. Si bien es probable que las hordas mongolas llegaran a la zona, no hay pruebas que respalden la destrucción de un asentamiento anterior. Además, la ciudad siguió llamándose Sátorelő incluso después de la invasión mongola. El cambio de nombre a Sátoraljaújhely se produjo más tarde, tras una carta emitida por el rey Esteban V en 1261, que otorgó privilegios que aceleraron el desarrollo de la ciudad y atrajeron colonos. La ciudad se menciona por primera vez como "Sátoralja Újhely" (Saturalia Wyhel) en una carta emitida por el rey Ladislao IV en 1282. La designación "Újhely" ("Nuevo Lugar") se refiere a los colonos invitados por el rey y a la ciudad recientemente fundada.

## Demografía
Según el censo de 2001, Sátoraljaújhely tenía una población de 18 335 habitantes. De ellos, el 93% se identificaba como húngaro, el 6% como romaní y el 1% como eslovaco. Una pequeña comunidad de alemanes étnicos reside en el distrito de Károlyfalva.
En 2022, la población era de 13 274 habitantes. De ellos, el 88,6 % se identificaba como húngaro, el 4,3 % como romaní, el 1,4 % como eslovaco, y porcentajes más pequeños se identificaban como alemán, ucraniano, búlgaro, rusino y rumano. En cuanto a la afiliación religiosa, el 27,5 % eran católicos romanos, el 17,8 % reformados, el 10 % greco-católicos y el 6,8 % se identificaban como no religiosos (el 35,8 % no declaró una afiliación religiosa).
En el censo de 2011, la población de la ciudad descendió hasta 15 655 habitantes. De estos, el 88,6% se identificaron como húngaros, el 12,3% como romaníes, el 1,6% como eslovacos, el 1,1% como alemanes, con porcentajes más pequeños de rumanos, ucranianos y otras nacionalidades. En cuanto a la afiliación religiosa, el 32,1% eran católicos romanos, el 19,4% calvinistas, el 11,9% greco-católicos, mientras que el 12,1% se declaró no religioso (el 22,5% no declaró ninguna afiliación religiosa).
La población histórica de Sátoraljaújhely alcanzó su máximo histórico de 22 936 habitantes en 1920. Posteriormente, se produjo un descenso, y para 1949, tras la Segunda Guerra Mundial, la población del pueblo se había reducido a 17 116 habitantes. A partir de la década de 1950, comenzó un período de crecimiento continuo, con un aumento de la población hasta los 20 928 habitantes en 1980. Sin embargo, para 1990, esta cifra había descendido a 19 105, seguido de un descenso demográfico continuo y más significativo en los años posteriores.

## Transporte
Red de carreteras
Sátoraljaújhely está situada muy cerca de la frontera con Eslovaquia, y la carretera principal 37 recorre toda la ciudad. La carretera 381 se bifurca de la 37 y conduce a asentamientos en el lado húngaro de la región de Bodrogköz, como Alsóberecki, Karos y Cigánd. Los distritos de Károlyfalva y Rudabányácska están conectados por la carretera 3718, que pasa a través de Kácsárd y alrededor de la montaña de Magas-hegy con una ruta con numerosas curvas. Esta ruta sigue el trazado del antiguo ferrocarril de vía estrecha y se reconecta con la carretera 37 en la zona de Torzsás. La carretera 3719 conduce a la región de Hegyköz, incluyendo destinos como Pálháza y Hollóháza . Desde Sátoraljaújhely se puede acceder a dos pasos fronterizos con Eslovaquia: el puente Ronyva a lo largo de la calle Rákóczi, abierto al tráfico de peatones y vehículos de pasajeros, y un paso fronterizo norte para vehículos de mercancías y camiones.
Transporte en autobús
En Sátoraljaújhely, el transporte público local se realiza mediante las rutas regionales de Volánbusz. La estación de autobuses se encuentra justo al lado de la estación de tren, desde donde salen autobuses de larga distancia a destinos como Miskolc, Nyíregyháza y Debrecen. La estación también es el punto de partida de varias rutas regionales que conectan los asentamientos de las regiones de Hegyköz y Bodrogköz. Los servicios de autobús locales conectan los distritos de Rudabányácska, Károlyfalva y Széphalom. Al otro lado de la ciudad, cerca del cementerio principal, hay una parada de autobús, otra parada clave para el transporte local.
Servicio de taxi
La parada de taxis está situada en el centro de la ciudad, en Táncsics Tér (Plaza Táncsics), donde individuos independientes prestan servicios de taxi.
Rutas en bicicleta
Se puede encontrar un carril bici a lo largo del trazado del antiguo ferrocarril de vía estrecha, desmantelado en la década de 1980, que se extiende desde la ciudad hasta Sárospatak y hacia la región de Hegyköz. Este sendero forma parte de la red ciclista internacional EuroVelo 11. Dentro de la ciudad, algunos tramos cuentan con carriles bici exclusivos y otros están marcados sobre la calzada. En varias calles de un solo sentido, se autoriza el paso de ciclistas en sentido contrario mediante señalización adicional. En 2021, la ciudad completó la instalación de un sistema de alquiler de bicicletas eléctricas en colaboración con las localidades cercanas de Viničky y Zemplín. Como parte del proyecto, se instalaron varias estaciones de carga y puntos de alquiler en la región para permitir el uso y alquiler de bicicletas eléctricas entre Sátoraljaújhely y localidades eslovacas cercanas.
Ferrocarril

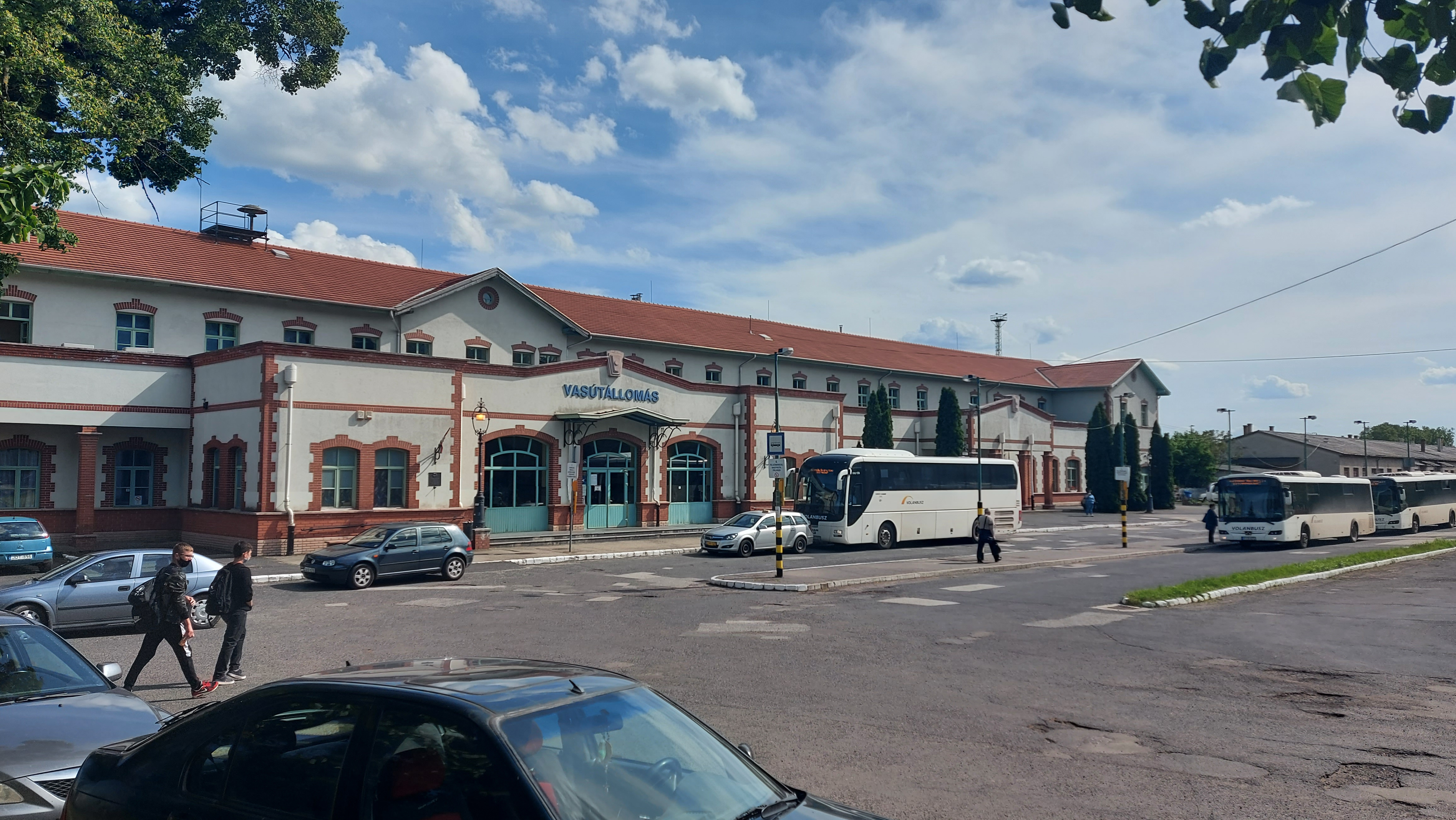
La estación de tren de Sátoraljaújhely

La estación de tren de Sátoraljaújhely se encuentra al final de la línea ferroviaria Hatvan – Miskolc – Szerencs – Sátoraljaújhely, cuyo edificio fue diseñado por el arquitecto Ferenc Pfaff. La línea ferroviaria fue una vez una línea principal de doble vía, pero después de la Segunda Guerra Mundial, se redujo a una sola vía debido a cambios políticos y geográficos. El tramo Mezőzombor – Sátoraljaújhely se modernizó y electrificó entre 2016 y 2019, lo que permite que los trenes viajen a Budapest sin un cambio de locomotora. Los trenes salen casi cada hora hacia Szerencs durante el día; algunos siguen hasta Budapest vía Miskolc y otros enlazan con trenes a Budapest en Szerencs. No hay servicio de pasajeros hacia Slovenské Nové Mesto, ya que la vía transfronteriza solo se usa para mercancías. Desde el centro de la ciudad se llega en 15 minutos a pie a la estación de Slovenské Nové Mesto, al otro lado de la frontera, desde donde salen trenes directos hacia Košice y Čierna nad Tisou .
Transporte acuático
En términos de transporte, el cercano río Bodrog es importante, clasificado como vía fluvial de clase III. Embarcaciones de hasta 70 metros de eslora, 8,2 metros de manga y un calado de hasta 2 metros, con una carga máxima de 1000 toneladas, pueden navegar por él. Aunque el transporte marítimo ha sido mínimo hasta ahora, un ferry de pasajeros opera en Felsőberecki. Sin embargo, recientemente la región ha cobrado importancia gracias al desarrollo turístico. Como parte del proyecto gubernamental de barcos vacacionales, se está construyendo un nuevo puerto deportivo sobre Felsőberecki, cerca de la confluencia de los ríos Ronyva y Bodrog, junto con otras ubicaciones a lo largo de Bodrog, el río Tisza y el lago Tisza.

## Industria

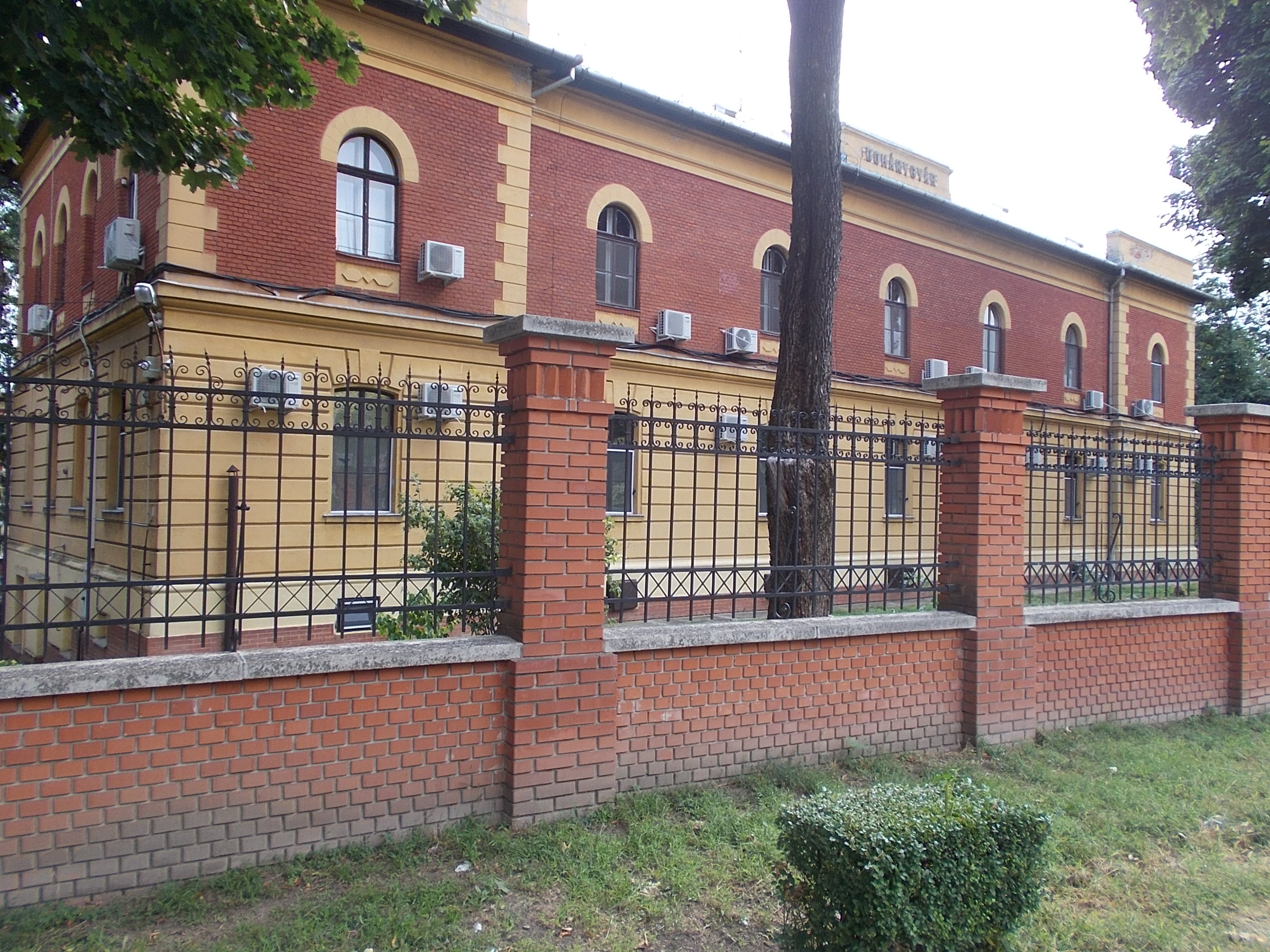
Fábrica de tabaco de Sátoraljaújhely, construida a finales del siglo XIX

La transición política y económica tuvo un impacto significativo en el sector industrial de Sátoraljaújhely, afectando especialmente a las fábricas locales y a las principales empresas situadas en la ciudad. Tras la disolución del Comecon y del bloque soviético, los antiguos mercados de la ciudad prácticamente desaparecieron, mientras que las nuevas oportunidades económicas tardaron en desarrollarse. Como resultado, varias grandes empresas y cooperativas de la época socialista se liquidaron o cerraron. Algunas intentaron adaptarse con nuevos modelos de negocio, como empresas mixtas, otras siguieron funcionando con nuevos nombres tras la liquidación o movieron sus sedes a otras ciudades. Varias grandes empresas dejaron de operar de forma definitiva.
En el período posterior a la transición, la economía de Sátoraljaújhely se estabilizó gradualmente. Nuevas empresas se establecieron en la ciudad y las existentes cambiaron de propietario. Como parte de este proceso, se creó el Parque Industrial de Sátoraljaújhely, que ahora alberga las mayores instalaciones industriales de la ciudad. El parque industrial incluye empresas dedicadas a la fabricación de maquinaria, el tratamiento de superficies, el procesamiento de alimentos y la producción de materiales refractarios, entre otras. La ciudad también alberga una importante planta procesadora de tabaco con una historia que se remonta a la década de 1890.

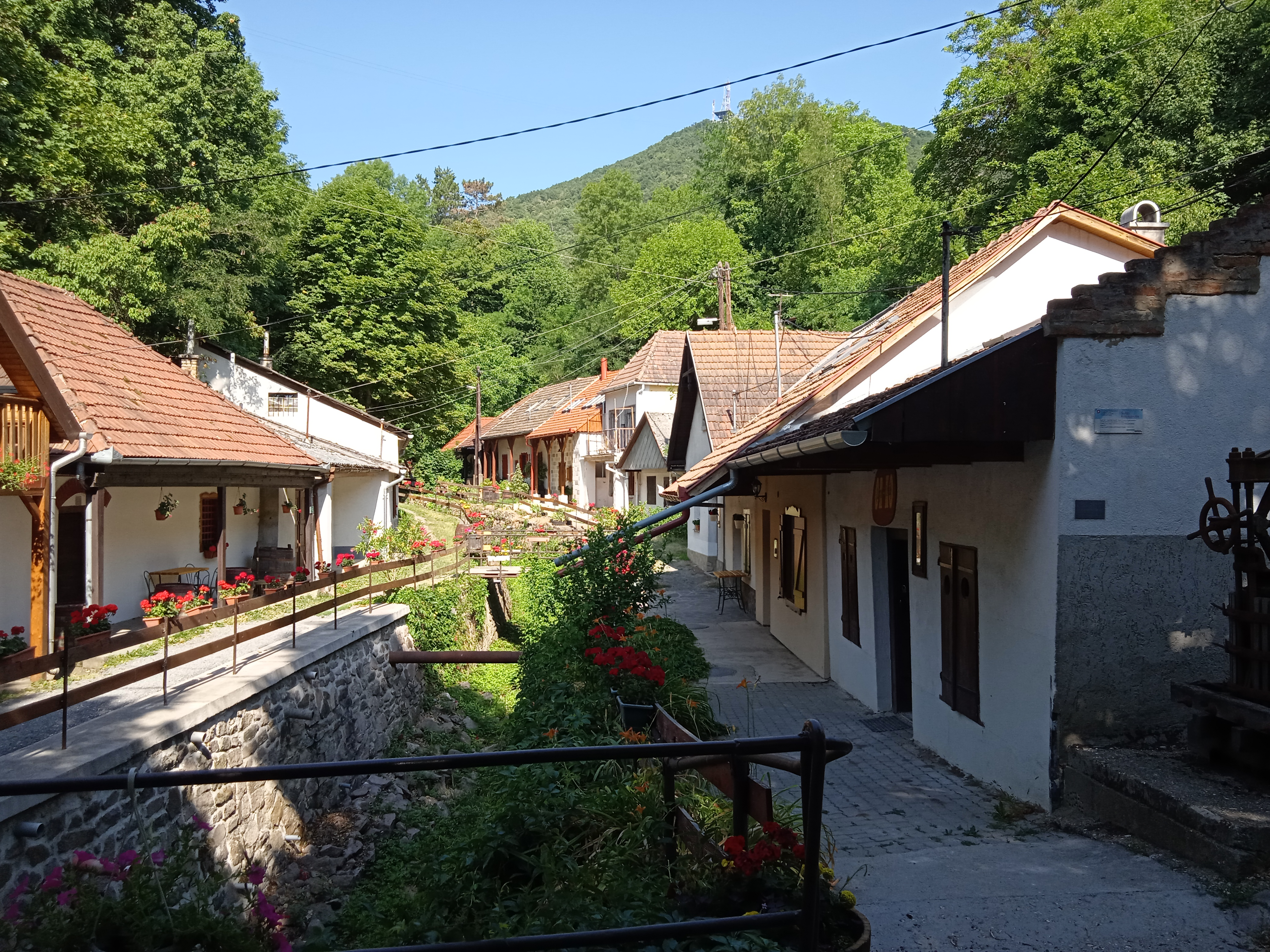
Bodegas de vino Zsólyomka

Como resultado del Tratado de Trianón, se cedió una parte significativa de las tierras agrícolas de la ciudad. Las parcelas restantes se transfirieron a nuevos propietarios durante el proceso de compensación posterior a la transición, mediante el intercambio de vales de compensación por la propiedad. Las tierras cultivables estatales, en particular los viñedos, se privatizaron durante la privatización del Combinado Estatal de Agricultura y Viticultura Tokaj-Hegyalja. En 1993, el Combinado Vitícola se transformó en una entidad comercial con el nombre de Tokaj Kereskedőház Zrt., y su sede se trasladó de Sátoraljaújhely a Tolcsva. Los viñedos ubicados en las afueras de la ciudad están protegidos por la Denominación de Origen Protegida (DOP) "Tokaj".

## Comercio
La estructura comercial de la ciudad experimentó cambios significativos tras la transición política. Grandes centros comerciales, cadenas internacionales y supermercados se abrieron en las afueras de la ciudad. Debido a ello, el centro perdió parcialmente su función comercial tradicional. Los pequeños comercios tradicionales se han mantenido en gran medida en las calles Kazinczy y Rákóczi, con pocas excepciones. El mercado de verduras situado en la Plaza del Mercado abre tres días a la semana (martes, viernes y domingo), y un mercado de productos industriales (anteriormente conocido como el mercado del Comecon) se encuentra junto a la carretera de circunvalación.

## Turismo

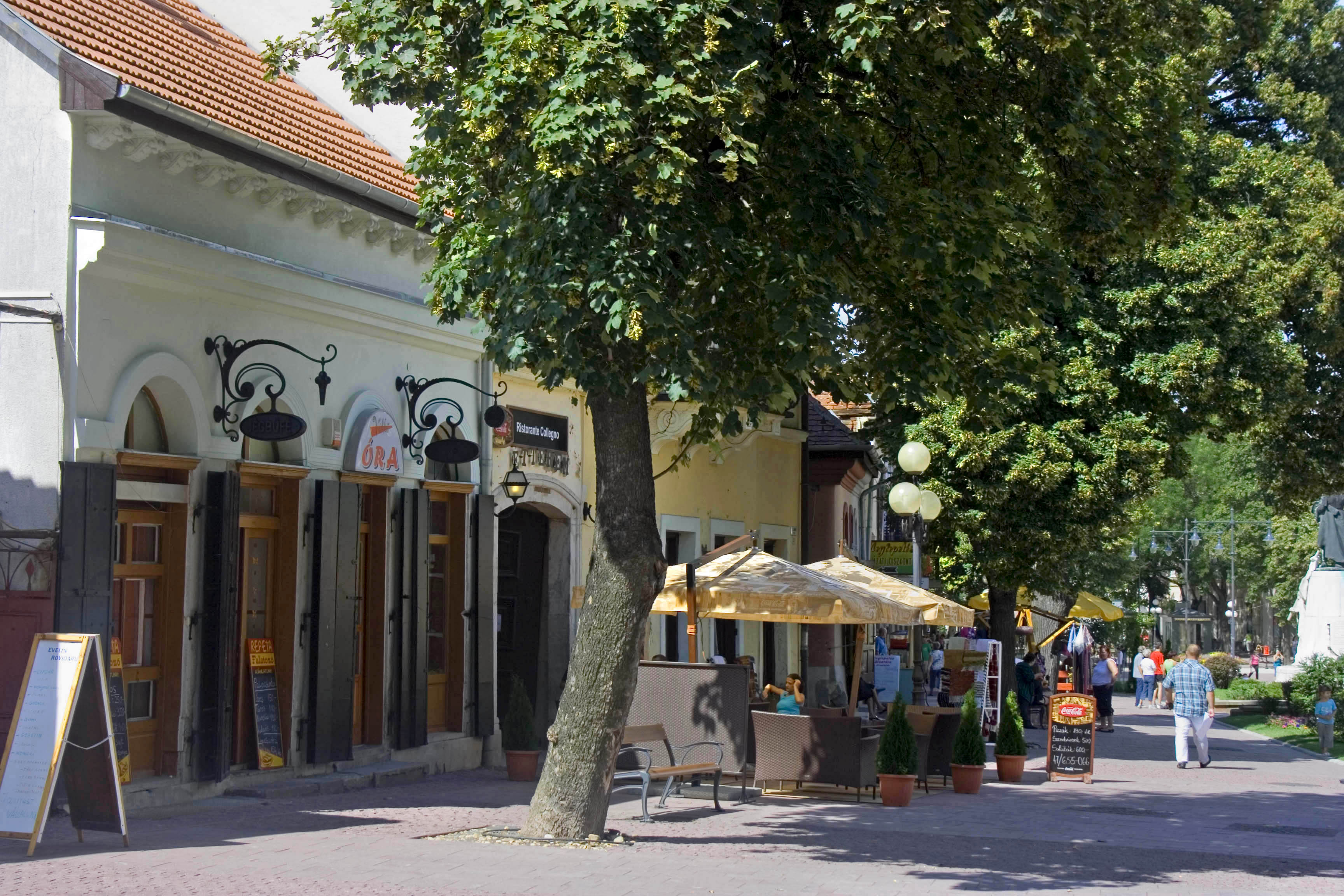
Cafeterías y restaurantes en la plaza Széchenyi

En Sátoraljaújhely, el turismo ha crecido notablemente en los últimos años, impulsado por actividades al aire libre y de ocio activo. Las montañas Zemplén, que rodean la ciudad, cuentan con rutas para senderistas y ciclistas. Magas-hegy es uno de los puntos más visitados y dispone de un mirador con vistas a los montes cercanos. Entre los principales lugares de interés está el Zemplén Kalandpark, que tiene el telesilla más largo del país, una pista de bobsleigh y un centro de escalada. Destaca también el Összetartozás Hídja (Puente de la Unidad), un puente colgante de vidrio y acero inaugurado en 2024 que une dos montañas y ofrece vistas amplias. La ciudad también cuenta con programación cultural como exposiciones, conciertos y festivales. La oferta de alojamiento incluye pensiones, hoteles, campings y albergues.

## Atracciones

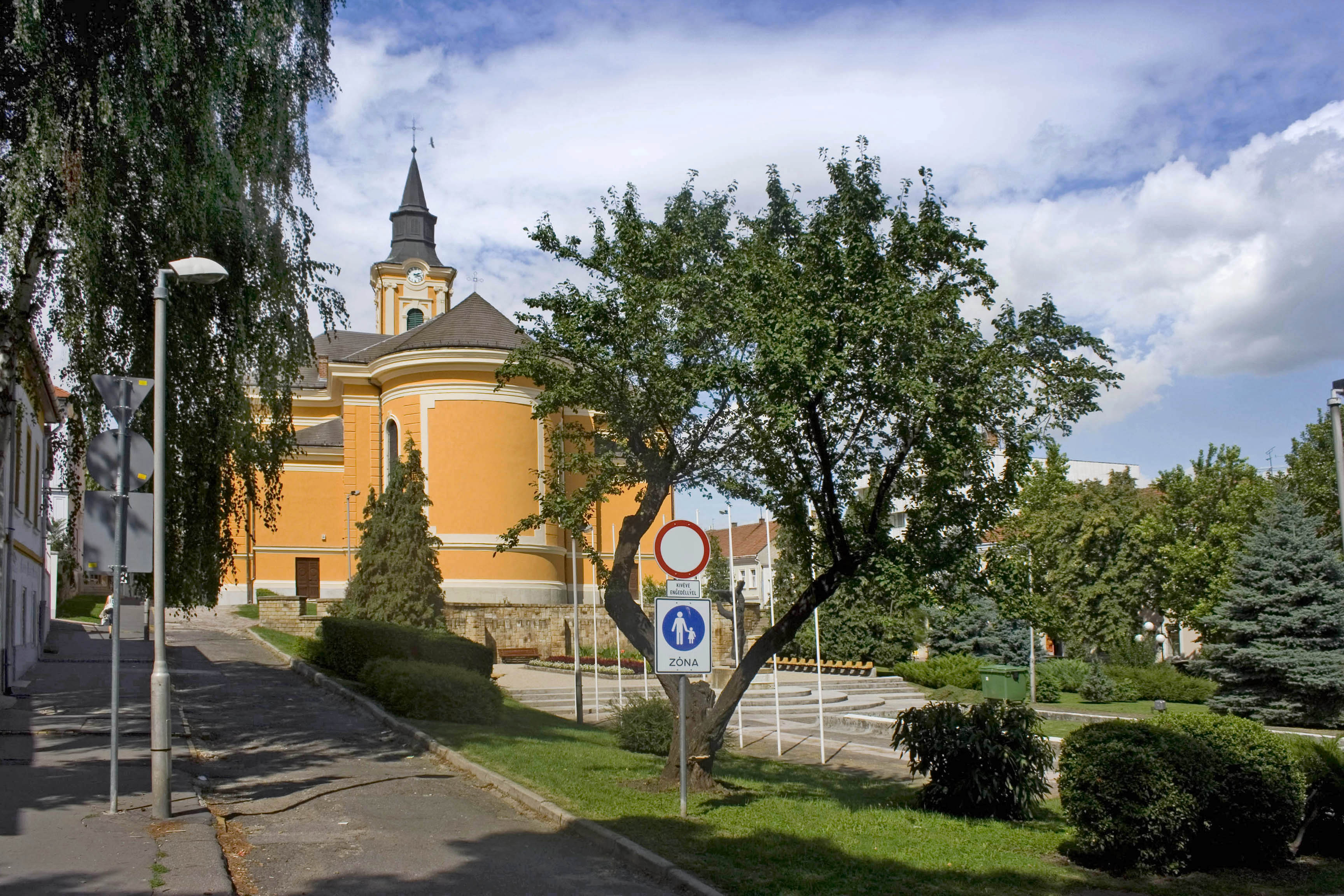
Plaza de los Héroes e Iglesia de San Esteban

La plaza central de Sátoraljaújhely, Kossuth tér, es un elemento característico del paisaje urbano del siglo XIX y un lugar emblemático del centro histórico, conocido por sus balcones de hierro forjado. La plaza alberga el ayuntamiento, de estilo barroco, que originalmente sirvió como sede del condado y que alberga material de archivo de los siglos XVIII y XIX. Al otro lado de la plaza se encuentra la iglesia católica romana de San Esteban, de estilo barroco tardío, comúnmente conocida por los lugareños como la "Gran Iglesia". Este edificio, uno de los principales monumentos de la ciudad, se levantó en el lugar donde estaba la iglesia original del siglo XIII. A su lado está la Hősök tere (Plaza de los Héroes), con un monumento que recuerda a las víctimas del levantamiento en la prisión de Sátoraljaújhely en 1944. Muy cerca se ubica la mansión Waldbott, de estilo barroco, de valor arquitectónico.

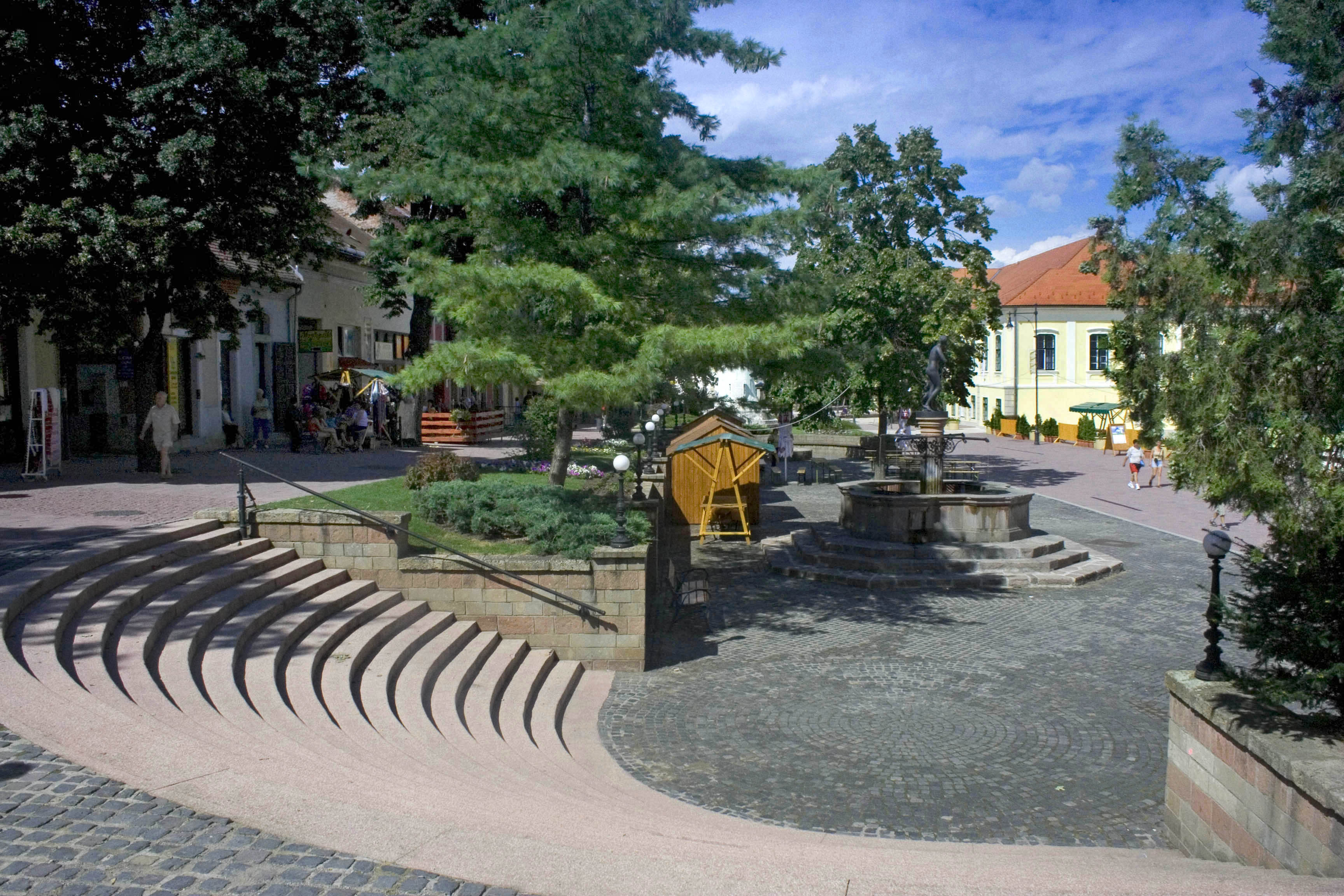
Plaza Széchenyi

Otro monumento religioso e histórico notable es el complejo de la Iglesia y Monasterio Paulino-Escolapio, construido originalmente en el siglo XIII. La iglesia, inicialmente propiedad de la Orden Paulina, fue posteriormente adquirida por los Escolapios. Cerca se encuentra la Capilla Rákóczi, donde reposan los corazones de varios miembros de la familia Rákóczi. La ciudad también alberga la Capilla de la Santísima Trinidad, construida en 1710 como capilla votiva tras un brote de peste. Sátoraljaújhely es un importante lugar de peregrinación, especialmente para la comunidad judía, debido a la tumba del rabino Moshe Teitelbaum, ubicada en el antiguo cementerio judío. Este lugar atrae anualmente a peregrinos, sobre todo del extranjero.
Las tradiciones vitivinícolas de la ciudad se conservan en las bodegas Zsólyomka y las bodegas Ungvári, estas últimas declaradas Patrimonio de la Humanidad por la UNESCO. Otra característica única es la única "Iglesia del Vino" (Bortemplom) del mundo. Originalmente un centro vinícola con una extensa red de bodegas, sigue siendo a día de hoy un testimonio de la historia vitivinícola de la ciudad.
El Magyar Kálvária, el monumento al centenario de la bandera nacional, y la capilla de San Esteban en Szár-hegy forman uno de los sitios conmemorativos más importantes de la ciudad, que conmemora el impacto del Tratado de Trianón, que afectó gravemente a la ciudad. El sitio conmemorativo también incluye el monumento centenario de Turul. Cerca de allí, en Várhegy, se encuentran las ruinas del castillo de Sátoraljaújhely . Aunque el área está actualmente en excavación arqueológica, las paredes restantes reflejan la importancia de la fortaleza medieval. Entre los atractivos naturales de la ciudad, el sendero natural de Magas-hegy ofrece a los visitantes una experiencia inmersiva en la naturaleza, mientras que la reserva natural de Long-erdő (Bosque Long) sirve como hábitat protegido para la flora y fauna locales.

## Deportes

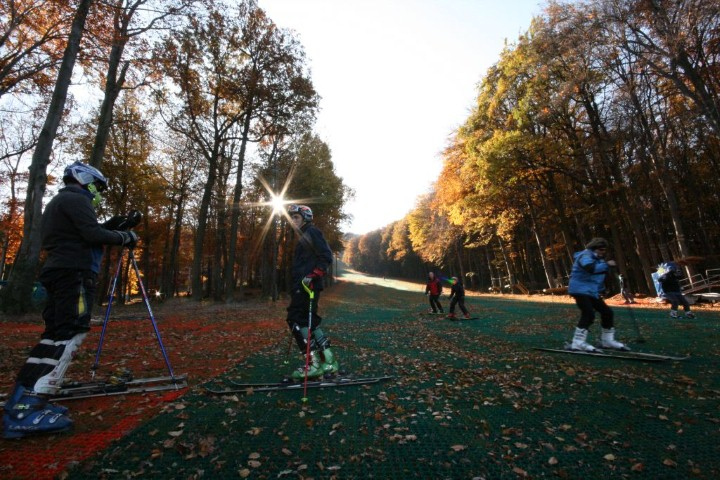
La pista de esquí en otoño

Sátoraljaújhely cuenta con una escena deportiva diversa, con residentes locales participando activamente en varias disciplinas. La ciudad alberga varios gimnasios que ofrecen una gama de servicios de acondicionamiento físico y opciones de entrenamiento tanto para locales como para visitantes. Además, hay un pabellón deportivo y una piscina municipal. El equipo de fútbol de la ciudad, Sátoraljaújhelyi TKSE, tiene una larga historia y sigue siendo una parte integral de la comunidad deportiva local, aunque compite en las ligas menores del país. Se organizan eventos deportivos regulares en la ciudad, como la carrera a pie Kossuth Staféta, que conecta Sátoraljaújhely con Sárospatak. El Parque de Aventuras Zemplén ofrece oportunidades adicionales para deportes y recreación, incluidos deportes de invierno. Durante la temporada de invierno, el parque cuenta con tres pistas de esquí de mantenidas por nueve cañones de nieve y máquinas pisanieves. Las pistas son atendidas por cuatro remontes de alta velocidad, y hay una escuela de esquí disponible para principiantes, junto con servicios de alquiler de material para la realización del esquí. El parque de aventuras también cuenta con una pista de bobsleigh de 2275 metros de longitud, un tobogán de snowtubing y una pista de hielo de 1000 metros cuadrados. La ciudad también alberga al equipo juvenil de hockey sobre hielo, los Zempléni Hiúzok (Linces de Zemplén). Sátoraljaújhely también es conocido por haber dado a luz a dos notables campeones mundiales de BMX: Ádám Kun, quien ganó el título mundial en Colonia en 2002, y Dénes Katona, quien se proclamó campeón mundial en Praga en 2005. Ambos atletas han hecho importantes contribuciones a este deporte y han enriquecido la historia deportiva de la ciudad.

## Cultura
Sátoraljaújhely es una ciudad de gran importancia cultural, a menudo conocida como la "capital de Zemplén" y antigua sede del condado de Zemplén. La ciudad presume de un gran patrimonio cultural, con figuras destacadas como el reformador lingüístico Ferenc Kazinczy y el político Lajos Kossuth, quienes mantienen una fuerte conexión con la zona. Sigue siendo uno de los centros culturales del condado y un atractivo destino turístico. La ciudad alberga varias instituciones culturales, como museos, un teatro y un cine. El Museo Kazinczy Ferenc expone colecciones y muestras de historia, arqueología y biología. En Széphalom se encuentra el Museo de la Lengua Húngara, con exposiciones interactivas sobre la evolución del idioma. El Museo de la Prisión, dentro del edificio de la Penitenciaría y Prisión de Sátoraljaújhely, muestra la historia del sistema penitenciario húngaro, los métodos de castigo, la vida de los presos y las consecuencias de los delitos. También se organizan charlas y actividades educativas para la prevención del delito. El Teatro Latabár Árpád y el Cine Latabár presentan obras, películas y otros eventos para la población local y turistas. La zona peatonal y la Plaza de Eventos, donde a veces se monta un escenario y una pantalla, acogen actos comunitarios y culturales. El Centro Cultural Kossuth Lajos gestiona programas culturales en la ciudad. El Festival Déryné se realiza del 14 al 18 de julio desde 2021 y reúne unas 70 actividades gratuitas en Sátoraljaújhely y alrededores, con teatro, juegos, conciertos y danza.

## Medios locales
En Sátoraljaújhely existe Zemplén TV, una cadena de televisión de pública para la población regional. Las transmisiones de la cadena llegan a las regiones circundantes, incluidas Hegyköz, Bodrogköz, Hegyalja, así como a las comunidades de habla húngara en el este de Eslovaquia y Transcarpacia . Desde 2013, Zemplén TV transmite su señal digital en el canal 55 de UHF.

## Instituciones

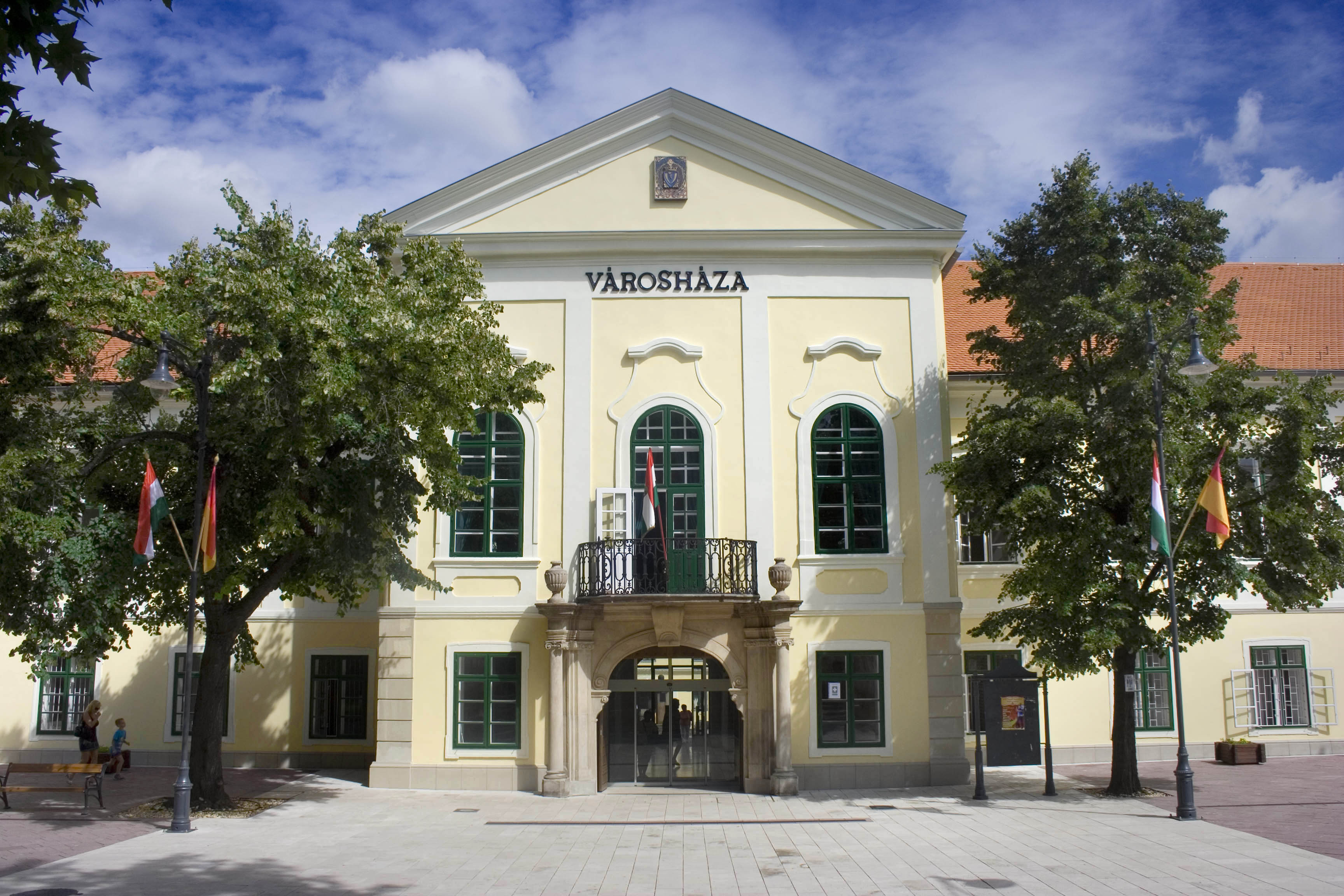
El Ayuntamiento de estilo barroco del siglo XVIII

Tras los cambios políticos después de la caída del comunismo, el sistema administrativo de Sátoraljaújhely experimentó una transformación significativa, sustituyendo los consejos locales de estilo soviético por sistemas de autogobierno local. Se estableció el Municipio de Sátoraljaújhely, con un alcalde elegido directamente al frente del órgano de toma de decisiones y el consejo municipal. Para llevar a cabo sus tareas, el municipio ha creado varias instituciones y entidades económicas que apoyan su gestión y desarrollo. En la administración estatal centralizada destacan las oficinas regionales del gobierno del condado, la policía, los bomberos, el poder judicial, la fiscalía y centros de salud como el Hospital Erzsébet de Sátoraljaújhely. El sistema educativo es variado e incluye centros estatales, organizaciones religiosas y fundaciones, con escuelas primarias, centros de arte, formación profesional y escuelas técnicas secundarias para los jóvenes de Sátoraljaújhely y la zona.

## Figuras notables

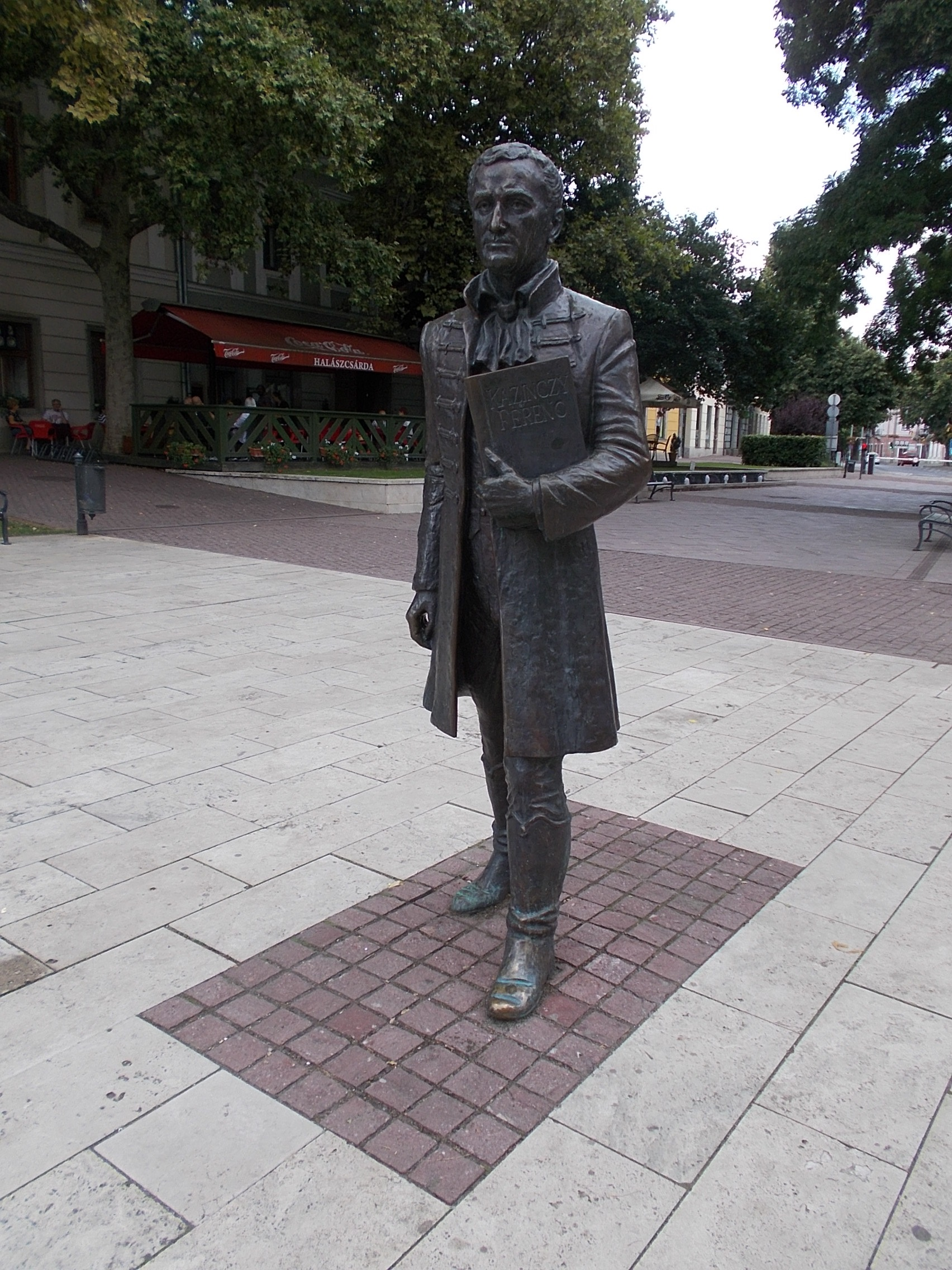
Estatua de Ferenc Kazinczy

La ciudad de Sátoraljaújhely es cuna de numerosas personas que han desempeñado un papel importante en la cultura, la ciencia y la vida pública húngaras. A lo largo de su historia, la ciudad ha producido varios pintores que destacaron en la decoración de iglesias y edificios públicos. El mundo literario también se ha enriquecido con escritores y poetas de Sátoraljaújhely, algunos de los cuales se convirtieron en figuras destacadas de la literatura húngara. La tradición médica y científica de la ciudad también es notable, con varios médicos, farmacéuticos e investigadores distinguidos originarios de la ciudad que contribuyeron al desarrollo de las comunidades sanitaria y científica de Hungría. Además, Sátoraljaújhely cuenta con una notable tradición teatral, asociada a varios actores y directores de renombre en el teatro húngaro. Políticamente, la ciudad ha sido el hogar de varias figuras públicas y políticos que desempeñaron un papel importante en los acontecimientos históricos y políticos de Hungría.

## Historia

### Antes de la conquista húngara

#### Edad Prehistórica
La evidencia de actividad humana en las montañas de Zemplén se remonta a los períodos Paleolítico y Neolítico. Las herramientas hechas de materiales locales como obsidiana, jaspe, arcilla y cuarcita confirman que varias culturas prehistóricas vivieron en esta región. El este de Hungría, incluida el área alrededor de Sátoraljaújhely, fue el hogar de grupos de cazadores-recolectores de la cultura Gravetiense del Paleolítico tardío. En 2002, se descubrieron restos de un asentamiento neolítico en Bibérc-tanya, ubicado al suroeste de la actual Sátoraljaújhely. Estos hallazgos incluyeron fragmentos de cerámica y lascas de obsidiana. Se descubrió más evidencia de asentamientos humanos tempranos en la década de 1870 a lo largo de las orillas del arroyo Ronyva, en la parte norte de la ciudad. Este sitio estuvo habitado por una comunidad hace unos 5000 años que practicaba la agricultura y la ganadería. Los habitantes vivían en casas parcialmente subterráneas revestidas de arcilla, criaban ganado vacuno, ovino y porcino, tenían perros y cultivaban cereales. Sus herramientas, elaboradas principalmente de piedra, se moldeaban mediante pulido y tallado. La cerámica pintada y las figurillas de arcilla descubiertas en la zona de Sátoraljaújhely, que podrían haber representado deidades, poseen una importancia cultural excepcional para la región.

#### Antigüedad
En las montañas Bükk se establecieron grandes fuertes de tierra y asentamientos fortificados, mientras que un importante centro de poder emergió en la región del Alto Tisza. El descubrimiento de varios cementerios en la región de Bodrogköz sugiere que el territorio estaba densamente habitado. Durante dos milenios, desde principios del III milenio a. C. hasta la transición entre el II y el I milenio a. C., la cuenca de los Cárpatos estuvo dominada por pueblos que fabricaban herramientas y armas de bronce. Aproximadamente a 3-4 kilómetros al sur de la ciudad actual, la duna de arena de Bibérc estuvo habitada durante milenios por una comunidad sedentaria. En 2002, se descubrieron restos de un asentamiento perteneciente a la cultura otomani de la Edad de Bronce en esta área, aunque no se han realizado excavaciones detalladas. El área de Várhegy también estuvo habitada durante este período, lo que produjo hallazgos de cerámica de la Edad de Bronce. En los siglos VII-V a. C., Transilvania y la Gran Llanura Húngara estaban dominadas por los escitas, un pueblo de origen iraní dedicado al pastoreo a caballo. La región de la actual Sátoraljaújhely estaba situada en la frontera de su imperio. En el siglo III a. C., las tribus celtas se asentaron en la zona que rodea la ciudad actual. Su centro más cercano y asentamiento fortificado se construyeron a orillas del río Bodrog, cerca del pueblo de Zemplén. En ese momento, la región estaba habitada por la tribu Anartes, mientras que al oeste se encontraba el territorio de los Cotini . En el siglo II d. C., se estableció una importante ruta comercial desde Aquincum, la capital de la provincia romana de Panonia, que pasaba por Hatvan y se dirigía hacia la zona de la actual Miskolc, para luego seguir hacia el noreste a lo largo del río Bodrog. La evidencia de estas intensas conexiones comerciales incluye monedas romanas encontradas en las laderas de Várhegy en Sátoraljaújhely. Entre ellas se encontraban monedas acuñadas por los emperadores romanos Adriano y Antonino Pío. Se descubrieron monedas adicionales vinculadas a la actividad militar en Sátor-hegy. A finales del siglo IV, tribus germánicas orientales como los vándalos y los gépidos, que huían del avance de los hunos, se asentaron en la región de Zemplén. A principios de siglo, los propios hunos llegaron a la zona. El dominio de los hunos duró unos 150 años, pero tras la muerte de Atila, su imperio se derrumbó rápidamente. Tras la desaparición de los hunos, los gépidos establecieron un reino independiente que duró aproximadamente un siglo e incluyó el territorio de la actual Sátoraljaújhely.

#### Alta Edad Media
Los lombardos, que controlaban Transdanubia, formaron una alianza con los ávaros, asentados a lo largo del Bajo Danubio, y juntos derrocaron al Reino de los gépidos. En ese momento, el área de la actual Sátoraljaújhely quedó bajo el dominio lombardo en el año 557, sin embargo, su dominio duró poco. Debido a la creciente amenaza que representaban los ávaros, los lombardos abandonaron la cuenca de los Cárpatos y emigraron al norte de Italia en el año 568. Después de su partida, la cuenca de los Cárpatos cayó bajo el control de los ávaros, lo que llevó al establecimiento del kanato ávaro en 568. El dominio ávaro duró hasta principios del siglo IX y abarcó el territorio de la moderna Sátoraljaújhely. Durante este período, las comunidades eslavas comenzaron a asentarse en el área, como lo evidencian los restos de varios asentamientos vinculados a ellas. Una de las cuestiones que tienen los historiadores es si los ávaros sobrevivieron para presenciar la llegada de los húngaros. Esto sigue siendo un tema de debate entre los historiadores. En 1899, una excavación al este de la iglesia parroquial católica de Sátoraljaújhely descubrió una tumba con huesos humanos y de caballo, probablemente del período ávaro. Este tipo de enterramiento de caballos era característico de los pueblos esteparios, lo que respalda la idea de que los ávaros habitaron la región en el pasado. Cerca de allí, en las inmediaciones de Alsóberecki, también se descubrieron restos de un asentamiento ávaro del siglo IX a finales del siglo XIX. En 2014 se desenterraron vestigios de un asentamiento de la era ávara tardía, posiblemente eslavo o ávaro, en una zona conocida como Ortói-dűlő, lo que confirma aún más la importancia histórica de la región antes de la conquista húngara.

### De la conquista húngara a la batalla de Mohács (895-1526)

#### Siglos desconocidos (siglos IX-XII)

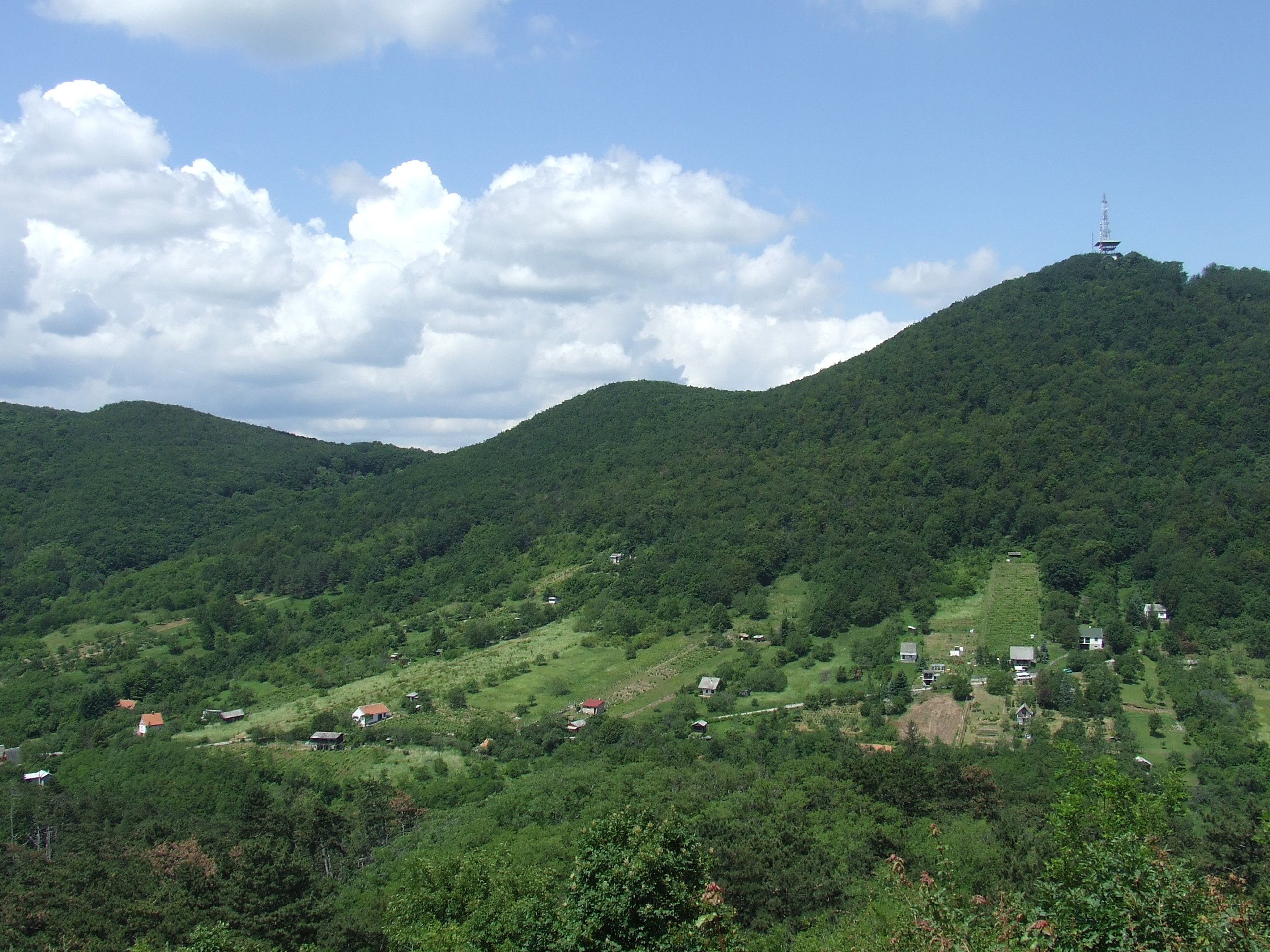
"Satorhalmu" - Las montañas del pueblo

No existen registros escritos sobre el asentamiento de Sátoraljaújhely antes de 1261. Anonymus menciona los alrededores en su Gesta Hungarorum, pero solo menciona la colina o grupo de colinas llamado Sátorhalma (hoy conocido como Sátor-hegy), el arroyo Ronyva y el río Bodrog, sin mencionar ningún asentamiento. Según la obra, esta región fue cedida a Ketel por el Gran Príncipe Árpád.
El descubrimiento de importantes tumbas de líderes del período de la conquista húngara en los alrededores (como en el cercano cementerio de Karos) sugiere que esta región probablemente sirvió como residencia temprana para la élite gobernante.

#### Fundación de la ciudad (1261)
La historia temprana de Sátoraljaújhely es incierta, y las circunstancias de su fundación siguen sin estar claras. No existen registros escritos auténticos de los siglos XI y XII que hagan referencia directa al área de la actual Sátoraljaújhely; dichos registros solo aparecen en mayor número a partir del siglo XIV. Además, no se han realizado excavaciones arqueológicas del núcleo de la ciudad ni de las áreas circundantes, lo que complica aún más los esfuerzos para reconstruir su historia temprana. Se considera que el año oficial de fundación de Sátoraljaújhely fue 1261, cuando el príncipe Esteban (posteriormente el rey Esteban V) otorgó privilegios a los habitantes del asentamiento entonces conocido como Sátorelő. Como príncipe, Esteban buscó impulsar el desarrollo de aldeas y pueblos dentro de su dominio. En 1261, otorgó a Sátorelő el estatus de ciudad y los privilegios que lo acompañan, incluidos los derechos económicos, administrativos y comerciales, que fomentaron significativamente el asentamiento y el desarrollo urbano. No está claro si ya existían edificios en el territorio de la ciudad moderna antes de la concesión de privilegios o si la construcción comenzó después. Si bien es posible que algunas estructuras estuvieran presentes, los privilegios atrajeron a algunos colonos, y esto causó que en documentos posteriores se describiera el asentamiento como si fuera una ciudad recién fundada. Por esta razón, algunos historiadores, como István Tringli, consideran la carta de privilegios como un acto de fundación. Tras el comienzo de asentamiento real, el nombre de la ciudad también cambió. Una carta emitida por el rey Ladislao IV en 1282 se refería al asentamiento como "Sátoralja Újhely" (Saturalia Wyhel). El origen étnico de los colonos es objeto de especulación. Al igual que con asentamientos cercanos como Bodrogolaszi, Olaszliszka o Tállya, es posible que entre los colonos se incluyeran valones o alemanes de Europa occidental, aunque no hay pruebas que lo respalden. Desde 1307, los registros mencionan a varios ciudadanos de Sátoraljaújhely por su nombre. Muchos de los nombres documentados desde principios del siglo XIV son versiones latinizadas de nombres de pila, que no proporcionan pistas claras sobre los antecedentes étnicos de los individuos. Sin embargo, estos nombres se alinean con las costumbres de nombres típicas de la Hungría medieval. No apuntan específicamente a orígenes valones o alemanes, y sus portadores podrían haber sido húngaros, eslavos, alemanes o valones. Con el tiempo, la mayoría de los apellidos registrados en el área adoptaron una forma húngara, lo que indica que una parte significativa de la población probablemente era húngara desde el establecimiento de la ciudad en adelante. Entre los nombres de principios del siglo XIV, dos sugieren un posible origen eslavo: Sidlik e Ivan Tót, ambos pueden haber sido eslovacos. La aparición ocasional de nombres no húngaros implica cierta diversidad, pero la evidencia sugiere que los húngaros formaron la mayoría de la población hasta bien entrada la Edad Media. Esto está respaldado además por un documento de 1475 que enumera a varios hombres de Sátoraljaújhely, la mayoría de los cuales tenían nombres húngaros.

##### El contenido de la Carta de Privilegios
La carta de privilegios de 1261 para Sátoraljaújhely establecía numerosos derechos y obligaciones para los residentes de la ciudad. Según la carta, los habitantes debían pagar el impuesto territorial el día de San Esteban, equivalente al valor de dos pondus (4,87 gramos) de plata. En asuntos judiciales, el conde de Sárospatak no tenía autoridad sobre ellos; los casos menores eran juzgados por su propio juez, mientras que los casos importantes eran competencia del rey. A los residentes se les concedía el derecho a pescar libremente en el río Bodrog, que anteriormente había estado reservado para el señor de Sárospatak. En cuanto a los derechos de herencia, los colonos sin herederos podían disponer libremente de sus propiedades. Además, se les permitía celebrar mercados gratuitos los lunes, y las personas libres podían establecerse en la ciudad sin restricciones. Los residentes tenían derecho a elegir un nuevo juez anualmente y a elegir libremente a su sacerdote. También disfrutaban de exenciones aduaneras en los siete condados circundantes y, en caso de peligro, podían refugiarse en la fortaleza de Sátor-hegy, donde el castellano (comandante de la fortaleza) ejercía autoridad judicial sobre ellos. Además, se les permitía enviar emisarios directamente al rey.
Además de estos privilegios, los residentes también tenían obligaciones. Debían pagar diezmos, al igual que los hospites (colonos) de Sárospatak. Si no construían en sus parcelas en el plazo de un año, corrían el riesgo de perderlas. La comunidad era colectivamente responsable del mantenimiento del suministro de agua de la cisterna situada en la fortaleza y estaba obligada a participar en los procesos judiciales locales. Estaban obligados a realizar el servicio militar para la defensa de la ciudad y la fortaleza, y también a hospedar al rey en caso de visita.

#### Hacienda real y conflictos internos (sigloXIII)

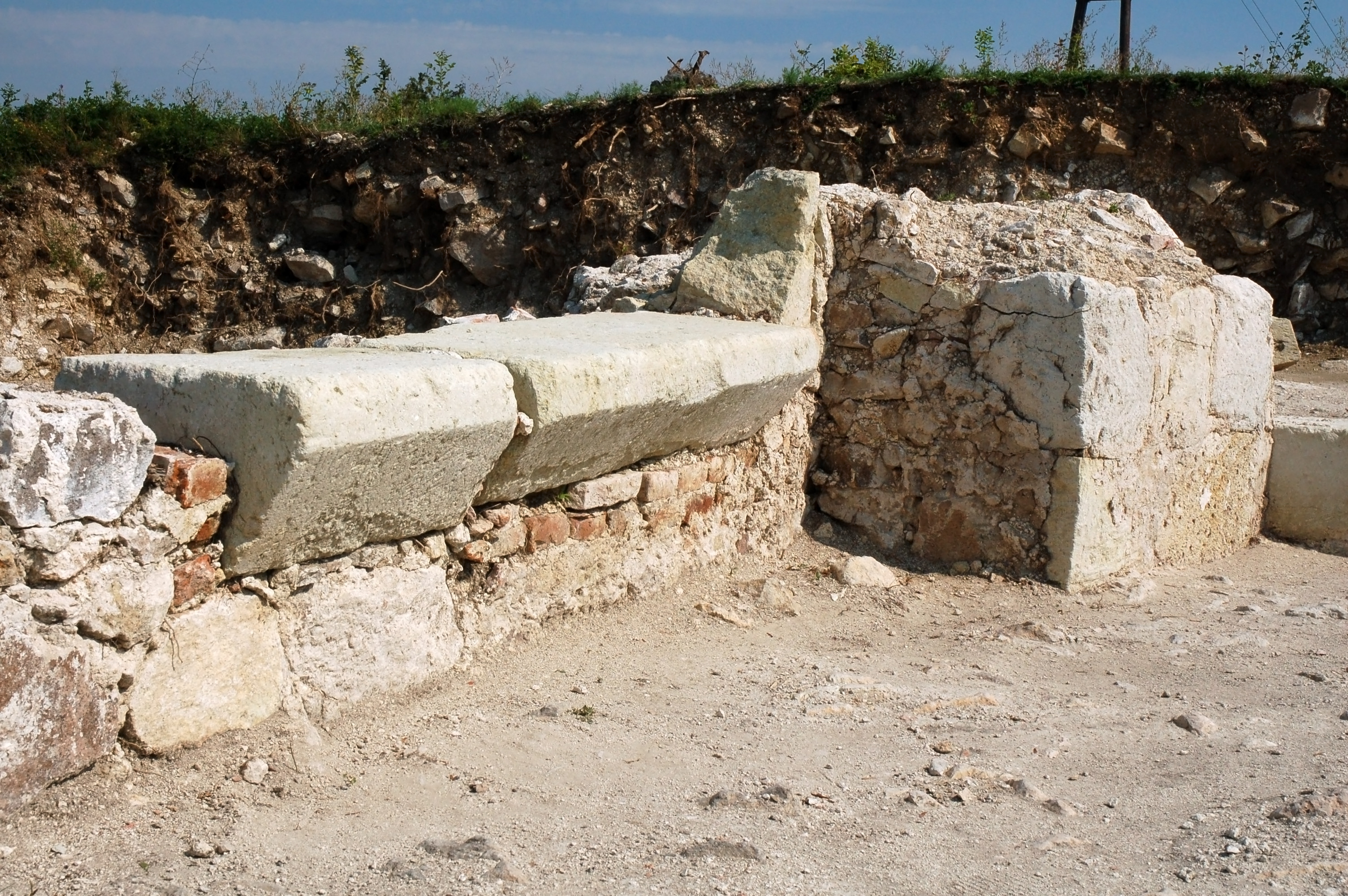
La muralla del castillo se conserva tras el inicio de la excavación arqueológica.

En la segunda mitad del siglo XIII, la importancia económica de Sátoraljaújhely creció de forma constante, en particular debido a la viticultura y la elaboración de vino, que se convirtieron en la principal fuente de ingresos de la ciudad. Si bien la primera carta de privilegios no mencionaba la viticultura, aparecen numerosas referencias a ella en registros del siglo XIV. Es probable que la fortaleza se construyera inicialmente para la defensa contra los mongoles, aunque el primer conflicto militar importante que afectó a la zona ocurrió en 1264. Ese año, estalló una guerra civil entre el rey Béla IV y su hijo, el príncipe Esteban, lo que resultó en importantes batallas en la región circundante. En 1281 o 1282, otro conflicto llegó a la zona cuando Finta, miembro del clan Aba, se rebeló contra el rey Ladislao IV. El rey pasó un mes en el castillo de Sátoraljaújhely durante el levantamiento. Más tarde, en 1285, los mongoles invadieron Hungría de nuevo, destruyendo toda la región. Sin embargo, no está claro si Sátoraljaújhely se vio directamente afectada por este evento. Durante este período, Sátoraljaújhely siguió siendo parte del Señorío Forestal de Patak, que estaba bajo el control directo de la dinastía Árpád.

#### La época de los señores provinciales (sigloXIV)
La extinción de la dinastía Árpád en 1301 impactó significativamente la historia de Sátoraljaújhely. En 1312, se desarrollaron intensas batallas en la región cuando los hijos de Amadeo Aba se rebelaron contra el rey Carlos I, lanzando ataques contra el Señorío Forestal de Patak y los partidarios del rey. La rebelión fue terminada por el rey el 15 de junio en la Batalla de Rozgony. Unos años más tarde, a finales de 1314 o principios de 1315, el rey se enfrentó a otra rebelión. Los hijos del Palatino Esteban del clan Ákos, apoyados por las fuerzas de Mateo III Csák, quemaron Sárospatak. A finales de 1316, Pedro, hijo de Petenye y señor de Zemplén, también se rebeló contra el rey, aunque se sabe poco sobre los eventos de este levantamiento. Los conflictos entre 1312 y 1316 probablemente afectaron a Sátoraljaújhely, aunque no hay evidencia directa en fuentes contemporáneas. Bajo la dinastía Árpád, el Señorío Forestal de Patak, y con él Sátoraljaújhely, permaneció bajo la autoridad real. Sin embargo, durante el reinado de Carlos I, la ciudad fue cedida en dos ocasiones: primero durante los conflictos de la década de 1310 y más tarde alrededor del año 1327. Como consecuencia, según las normas legales medievales húngaras, la carta de privilegios de la ciudad quedó invalidada, ya que los derechos que confería solo podían ejercerse bajo el gobierno real directo.

#### El comienzo del gobierno de las familias Perényi y Pálóci (sigloXV)
En 1390, Nicolás Perényi, Ban de Severin, solicitó al rey Segismundo el señorío de Patak. Aunque el rey emitió una carta otorgando la finca, Perényi no obtuvo la propiedad porque la reina María, quien la poseía, se negó a consentir la donación. Sin embargo, en 1392, el rey Segismundo intercambió la finca con Perényi, otorgándole Sárospatak y sus dependencias. Esta donación no eliminó completamente la finca de la jurisdicción real, ya que el rey conservó el derecho de reclamarla u otorgarla a otro vasallo. La propiedad a menudo seguía siendo temporal, especialmente si la familia noble que la poseía moría o caía en desgracia. Tras la muerte de Nicolás Perényi en 1428 sin herederos, Sátoraljaújhely y el señorío del bosque de Patak volvieron a la corona. En 1429, el rey Segismundo otorgó el señorío de Patak a los hermanos Pálóci: Jorge, arzobispo de Esztergom; Mátyus, juez real; y Emeric. Bajo el gobierno de la familia Pálóci, el territorio se expandió por primera vez en décadas cuando, en 1450, compraron el asentamiento vecino de Szépbánya, también conocido como Bányácska, ahora Rudabányácska. En 1453, después de que el rey Ladislao V ascendiera al trono húngaro y buscara estabilizar la situación posterior a la guerra civil, confirmó a la familia Pálóci en sus territorios, incluido el señorío de Patak. Entre 1490 y 1492, durante el intento de Juan I Alberto de Polonia de reclamar el trono húngaro, la familia Pálóci utilizó la fortaleza de Sátoraljaújhely para impedir que los partidarios húngaros del príncipe llegaran a su campamento. En respuesta, las fuerzas polacas capturaron brevemente la fortaleza y las ciudades de Sárospatak y probablemente Sátoraljaújhely. En 1514, varios residentes de la ciudad se unieron a la Rebelión de Dózsa, durante la cual los rebeldes saquearon los dos monasterios locales, se apoderaron de sus propiedades y destruyeron sus fueros. Pese a las ocasionales divisiones de las propiedades entre familiares o su hipoteca temporal, la familia Pálóci permaneció en posesión del señorío de Patak hasta 1526.

### De la batalla de Mohács a la guerra de independencia de Rákóczi (1526-1711)
En 1508, la familia Perényi adquirió el castillo de Siklós en el sur de Hungría, que eligieron como su residencia principal. Sin embargo, debido a la expansión del Imperio Otomano, decidieron trasladar su sede al noreste de Hungría, seleccionando Sárospatak como su nuevo lugar de residencia. Es importante señalar que esta decisión no resultó en una reubicación inmediata, ya que Sátoraljaújhely permaneció bajo la propiedad de la familia Pálóci hasta 1526. Después de la Batalla de Mohács, en la que Antal Pálóci falleció sin heredero varón, sus propiedades fueron confiscadas por Péter Perényi, el Conde de Temes. Péter, un pariente de la madre de Antal Pálóci, aprovechó el caos posterior a la batalla y ocupó el señorío de Patak. Si bien sus acciones fueron legalmente cuestionables, su posesión fue confirmada posteriormente tanto por Juan Zápolya como por Fernando I a cambio de apoyo político. Durante su reubicación, la familia Perényi trajo consigo una gran cantidad de nobles y siervos eslavos (denominados tót en las fuentes contemporáneas) y húngaros, que se asentaron principalmente en Sárospatak y Sátoraljaújhely. A cambio de sus servicios, estos colonos quedaron exentos de obligaciones feudales. La familia Perényi controló el señorío durante dos generaciones, introduciendo numerosos cambios que tuvieron efectos a largo plazo en el desarrollo de la ciudad. En 1526, Péter Perényi se alió con el rey Fernando I, lo que llevó a Juan Zápolya a declarar las fincas de Perényi como propiedad real, aunque no pudo confiscarlas. En ese momento, el rey Juan consideraba Sátoraljaújhely como su propia ciudad. En febrero de 1528, tras retirarse del centro de Hungría, Juan Zápolya asedió personalmente la fortaleza y residió en el monasterio paulino durante el asedio. La fortaleza, defendida por su capitán Simón de Atenas, finalmente se rindió, pero las fuerzas de Fernando la recuperaron en el verano de 1528. En septiembre, Simón de Atenas retomó la fortaleza, que se convirtió en una de las pocas fortalezas leales a Szapolyai en los meses siguientes. En la primavera de 1529, Péter Perényi sitió la fortaleza con sus propias fuerzas y nombró a un nuevo capitán. Los repetidos asedios causaron destrucción en las áreas circundantes, ya que los partidarios del rey Juan continuaron asaltando el señorío. Para evitar dejar una fortaleza indefendible cerca de su recién construido castillo de Sárospatak, Péter Perényi decidió no reconstruir la fortaleza en Sátoraljaújhely. Para 1538, la fortaleza ya estaba en ruinas y no se hicieron esfuerzos para restaurarla. Los conflictos en torno a la fortaleza probablemente tuvieron un impacto perjudicial en el desarrollo de la ciudad. Tras la destrucción de la fortaleza, la familia Perényi se centró en fortificar Sárospatak, rodeándola de murallas y construyendo allí una nueva residencia. En la década de 1530, las ideas de la Reforma comenzaron a extenderse en Sátoraljaújhely, apoyadas por Péter Perényi. La disolución de las instituciones eclesiásticas católicas comenzó durante este período. En la década de 1540, bajo la dirección de Gabriel Perényi, señor de la ciudad, continuó la reforma de la ciudad y de todo el señorío. En 1548, un pastor protestante ya servía en Sátoraljaújhely. Como la familia Perényi se adhirió al luteranismo, la congregación local siguió la misma confesión hasta 1567. Después de esto, aunque no se produjo ningún cambio formal, la ciudad y la región circundante se convirtieron gradualmente al calvinismo. En 1563, Gabriel Perényi, hijo de Péter, llegó a un acuerdo con Maximiliano II sobre el futuro de sus propiedades. Aceptó que si moría sin heredero varón, el señorío de Patak volvería a la corona según las leyes de herencia legales. En 1566, el sultán Suleiman I lanzó una campaña contra Hungría, ayudado por Juan Segismundo, príncipe de Transilvania. La tarea de Juan Segismundo era contener a las tropas reales en el este de Hungría mientras el principal ejército otomano luchaba en Transdanubia. Un contingente tártaro de Crimea que acompañaba a Juan Segismundo probablemente invadió el señorío de Patak a través del valle de Bózsva, causando una destrucción generalizada. Sátoraljaújhely sufrió quizás su mayor destrucción en tiempos de guerra en la historia durante esta invasión. Los tártaros de Crimea quemaron el 86% de los edificios de la ciudad, incluido el monasterio agustino, y capturaron a muchos residentes como esclavos. El monasterio agustino ya había sido disuelto o abandonado en ese momento, y cuando los tártaros lo quemaron, el edificio estaba vacío. Sus propiedades ya habían sido confiscadas por el señorío, y el monasterio desapareció gradualmente de la memoria pública. El monasterio paulino tuvo un destino diferente. Sobrevivió a las primeras décadas de la Reforma, en parte gracias a que funcionaba como una finca independiente y no estaba totalmente controlada por los señores protestantes de la zona. Sin embargo, la vida monástica terminó cesando cuando los residentes de la ciudad se convirtieron al protestantismo, y la falta de donaciones provocó la disolución del monasterio. Gabriel Perényi confiscó los objetos y vestimentas litúrgicas de oro y plata del monasterio, junto con sus propiedades. En 1559, devolvió estos objetos a cambio de que los paulinos desistieran de sus reclamaciones legales. En 1567, Gabriel Perényi falleció, marcando el fin de la rama más rica de la familia Perényi. Tras su muerte, el señorío de los Patak volvió a la corona, y su administración pasó a manos del tesoro real.

#### Período de transición (1567–1608)
Tras la batalla de Mohács, la familia Dobó de Ruská reclamó las tierras de Pálóci, pero no pudo adquirirlas de la familia Perényi. Tras la muerte del último miembro de la familia Perényi en 1567, la ciudad volvió a ser propiedad real y se gestionó como hacienda pública. Este desarrollo abrió nuevas oportunidades para la familia Dobó. En 1573, el rey Maximiliano empeñó el señorío a la viuda de István Dobó y a su hijo, Ferenc Dobó. Tras la muerte de Ferenc Dobó en 1602, la herencia de las tierras se vio envuelta en un complejo proceso legal. Inicialmente, la hacienda pública confiscó las tierras, pero tras un año de disputa, la viuda de Ferenc Dobó, Zsófia Perényi, obtuvo la posesión. Durante el Levantamiento de Bocskai, que comenzó en 1604, la región fue testigo de repetidas campañas militares tanto de las fuerzas reales como de las tropas hajdú de Bocskai, que causaron una gran destrucción. En 1605, los ejércitos de Giorgio Basta, el general real, asolaron la ciudad, seguidos por las tropas hajdú de Bocskai en 1606 y 1607. Las fuerzas de Basta quemaron también los edificios ubicados en las zonas de viñedos, provocando daños notables. Después de 1608, la propiedad pasó a Borbála Zeleméri y más tarde a su hija, Zsuzsanna Lorántffy, a través de quien pasó a posesión de Jorge Rákóczi I. La familia Dobó y sus herederos, así como la familia Rákóczi, siguieron la fe reformada y, hasta la década de 1670, la mayoría de la población de la ciudad se adhirió a la misma. La Reforma dejó una huella significativa en el carácter intelectual de la ciudad, cambiando su vida cultural y religiosa.

#### La era de la familia Rákóczi (sigloXVII)
En 1630, el rey Fernando II renunció al derecho de prenda sobre las tierras de Patak y las transfirió a Jorge I Rákóczi y su esposa con derechos hereditarios. Ese mismo año, Jorge I Rákóczi se convirtió en el Príncipe de Transilvania, y varios miembros de la familia Rákóczi ocuparon posteriormente este cargo. Aunque gobernaron independientemente como príncipes en Transilvania, sus tierras de Patak pertenecían al territorio de la Hungría Real. Al igual que otros nobles, poseían estas tierras por gracia real, incluso cuando estaban en conflicto con el monarca Habsburgo. En 1644, Nikolaus Esterházy, un general real que luchaba contra Jorge I Rákóczi, destruyó las tierras de Patak, incluyendo el Castillo Rákóczi de Borša y la ciudad de Sátoraljaújhely, la cual saqueó. En 1648, Jorge I Rákóczi falleció, dejando la finca Patak a su viuda, Zsuzsanna Lorántffy, y a su hijo, Jorge II Rákóczi. Durante la era Rákóczi, la nobleza en Sátoraljaújhely creció; en 1648, la ciudad contaba con 26 casas nobles privilegiadas. La familia Hartai poseía la finca más grande, creada mediante la fusión de cuatro parcelas en un pequeño dominio conocido como la Mansión Hartai. En 1654, Zsuzsanna Lorántffy construyó una casa solariega, probablemente en el sitio de un antiguo monasterio agustino. Sin embargo, la prosperidad de la mansión duró poco, ya que los propietarios posteriores de la finca Patak no residieron allí, dejando la mansión en decadencia como un edificio económico parcialmente abandonado en las afueras de la ciudad. Jorge II Rákóczi falleció en 1660, y sus propiedades fueron heredadas por su viuda, Sofía Báthory, y su hijo, el joven Francisco I Rákóczi. Tras la muerte de su marido, Zsófia Báthory regresó al catolicismo, convirtiéndose ella misma y a su hijo, alineando así a la familia Rákóczi, anteriormente partidaria del protestantismo, con el catolicismo. Esto marcó el inicio de la Contrarreforma en Sátoraljaújhely. En sus posesiones, incluyendo Sátoraljaújhely, Báthory revocó los ingresos de la Iglesia Reformada e inició la transferencia de iglesias a los católicos. La Guerra Austro-Turca de 1663-1664 trajo consigo nuevas penurias a la región. Francisco I Rákóczi se unió a la conspiración del magnate Wesselényi contra el rey Leopoldo I, que se descubrió en 1670. Aunque Rákóczi fue indultado, el castillo de Sárospatak fue ocupado por tropas reales y varios nobles de Sátoraljaújhely perdieron sus propiedades. Muchos de estos nobles, predominantemente protestantes, huyeron a Transilvania, donde organizaron fuerzas armadas. Estos nobles exiliados más tarde serían conocidos como los Kuruc, quienes lanzaron ataques contra la propiedad de Patak ocupada por las tropas reales en 1672 y 1678. Los ataques de los Kuruc terminaron en 1682 cuando la viuda de Francisco I Rákóczi, Helena Zrínyi, se casó con Emérico Thököly, el líder de las fuerzas de los Kuruc. En 1683, las tropas reales se retiraron de Patak, y la finca quedó bajo el control de Thököly hasta que fue retomada por el ejército real en 1685. La finca y Sátoraljaújhely quedaron entonces bajo administración de tesorería hasta 1688. Los ataques de Kuruc y el fin del gobierno de Thököly empobrecieron a la población de la ciudad. Según el Urbarium de 1688, solo unas pocas familias seguían sujetas a impuestos, y los edificios de la finca cayeron en decadencia. Los signos visibles de decadencia incluían la mansión abandonada y una posada incendiada. En 1697, la zona presenció un breve levantamiento campesino, conocido en la historia como el levantamiento de Hegyalja. Participaron cincuenta y cinco residentes de Sátoraljaújhely, incluidos nobles y campesinos. El levantamiento comenzó en la feria del Día de la Asunción de la ciudad, donde los rebeldes mataron al comandante militar del castillo de Sárospatak y capturaron los castillos de Patak y Tokaj, pero la rebelión fue reprimida en cuestión de semanas. En 1693, los hijos de Francisco I Rákóczi, Julianna y Francisco II Rákóczi, dividieron su herencia, finalizándola en 1699. La finca de Patak y la ciudad de Sátoraljaújhely quedaron completamente bajo la propiedad de Francisco II Rákóczi. En 1701, Rákóczi fue arrestado por participar en una conspiración contra el rey, pero logró escapar a Polonia. Sus propiedades, incluida la finca de Patak, fueron confiscadas por el tesoro real, y en 1702, el castillo de Sárospatak fue demolido. En 1703, Rákóczi regresó de Polonia y lanzó una guerra contra Leopoldo I, conocida como la Guerra de Independencia de Rákóczi. Las fuerzas de Kuruc capturaron la finca, restaurando a Rákóczi como su propietario. En 1704, un incendio devastó completamente el distrito de Barátszer. Dado que esta área aún no estaba integrada con las partes centrales de la ciudad, es probable que el incendio no causara daños a la ciudad en sí. En 1706, la familia Rákóczi estableció un hospital para atender a los discapacitados y heridos. Para 1710, las tropas reales habían capturado el castillo de Sárospatak y Sátoraljaújhely se rindió. La Guerra de Independencia de Rákóczi terminó con el Tratado de Szatmár, que Francisco II Rákóczi no aceptó. Eligió el exilio voluntario, primero en Polonia, luego en Francia y finalmente en Turquía. Sus propiedades fueron confiscadas por los Habsburgo, lo que marcó el fin del dominio de la familia Rákóczi sobre la ciudad.

### Desde la represión de la Guerra de Independencia de Rákóczi hasta el Compromiso Austrohúngaro (1711-1867)

#### La era Trautson (1711-1775)
Desde 1701, la corte real consideró la finca de Patak como posesión de la corona. Durante la Guerra de Independencia de Rákóczi, en 1709, el rey José I cedió las fincas de Patak y Regéc, junto con varias aldeas que anteriormente pertenecían a Tokaj, al príncipe Johann Leopold Donat Trautson. Sin embargo, el príncipe solo pudo tomar posesión real de estas áreas después de que el Tratado de Szatmár pusiera fin al conflicto. Después de esto, la ciudad de Sátoraljaújhely se desarrolló como un asentamiento multirreligioso, donde la mayoría de la población era católica romana, junto con importantes comunidades greco-católicas y reformadas. En el siglo XVIII, la población judía de la ciudad también estaba aumentando rápidamente. En 1720, el rey Carlos VI otorgó la finca al príncipe Trautson y a sus herederos varones como posesión hereditaria. Esta decisión fue recibida con protestas y décadas de desafíos legales infructuosos por parte de varias familias nobles. En mayo de 1730, un incendio destruyó gran parte de la ciudad. En agosto de 1740, una epidemia de peste azotó Sátoraljaújhely, cobrándose 893 vidas a finales de octubre. En 1750, se reparó la torre de la iglesia parroquial, pero los incendios de 1765 y 1768 volvieron a dañar la iglesia, dejando solo intactos sus muros medievales, el arco del santuario y el altar mayor. Como parte de la política nacional de reasentamiento, la finca Trautson estableció dos asentamientos alemanes en 1751 y 1752: Trautsonfalva (ahora Hercegkút) y Karlsdorf (ahora Károlyfalva). Los registros de 1759 indican que la ciudad comenzó a repoblarse. Sin embargo, en 1765, otro incendio causó daños significativos tanto a la iglesia como a la ciudad. En 1767, Sátoraljaújhely ya contaba con su primer médico y farmacéutico. En 1770, la comunidad reformada de Sátoraljaújhely, alegando que contaba con más de 700 miembros, solicitó a la reina María Teresa permiso para construir una casa de oración de piedra en el cementerio reformado. Esta solicitud fue denegada, y la comunidad solo logró construir su nueva iglesia tras la promulgación del Edicto de tolerancia en 1789. Durante este período, la familia Trautson realizó grandes investigaciones sobre la situación legal de los nobles residentes en la finca. En 1774, como parte de la reforma agraria de María Teresa, se elaboró el urbario oficial de Sátoraljaújhely. Durante el catastro, Sátoraljaújhely fue clasificada como finca de primera clase, la más alta categoría. La era Trautson llegó a su fin en 1775 con la extinción de la línea masculina de la familia.

#### Estado real de los Habsburgo (1775–1806)
Tras la extinción de la línea masculina de la familia Trautson, la finca Patak volvió a ser posesión real, administrada en este caso por los Habsburgo. De 1777 a 1783, un órgano administrativo especializado supervisó la finca antes de que la cámara reanudara su gestión regular. En 1786, la orden paulina se disolvió y sus antiguas propiedades se transfirieron a un fondo religioso nacional. El urbario de 1791 destacó la ventajosa ubicación de la ciudad para el comercio, apoyada por mercados semanales, su condición de sede del condado y la presencia de comerciantes de vino polacos. La mayoría de los residentes trabajaban en la viticultura, principalmente como trabajadores en lugar de terratenientes. En 1799, surgió una disputa entre la ciudad y la finca sobre su estatus. La finca alegaba que Sátoraljaújhely era un asentamiento de siervos, mientras que los habitantes del pueblo argumentaban que era una ciudad con derechos cívicos. A lo largo del siglo XVIII, estuvo en funcionamiento tanto un hospital paulino como un hospital municipal, pero este último se deterioró a finales de siglo. En 1803, ambas instituciones se fusionaron y el hospital municipal cerró. Estos hospitales sirvieron principalmente como residencias de asistencia social para ancianos y personas desfavorecidas, en lugar de funcionar como centros médicos.

#### Era de Bretzenheim (1806–1848)
En 1807, el rey Francisco II otorgó las tierras de Sárospatak y Regéc al príncipe Carlos Augusto de Bretzenheim como compensación por la pérdida de sus propiedades en Renania durante las Guerras Napoleónicas. En 1826, la disputa sobre el estatus de Sátoraljaújhely se reavivó cuando la administración de la finca prohibió a la ciudad usar el título de «ciudad privilegiada» en documentos oficiales. La ciudad se enfrentó a numerosos desafíos durante este período. En 1831, una epidemia de cólera causó pérdidas significativas entre la población. En 1833, se inauguró el primer hospital público, lo que mejoró los servicios de salud. El 15 de octubre de 1834, un terremoto causó daños leves y moderados en edificios, pero no hubo víctimas mortales ni derrumbes. El 19 de julio de 1845, las inundaciones del arroyo Ronyva destruyeron varios puentes pequeños y se cobraron cuatro vidas.

#### Durante la Revolución y la Guerra de Independencia de 1848
Tras el estallido de la Revolución, el condado de Zemplén participó activamente en la organización de la guardia nacional y el reclutamiento de nuevos soldados para el ejército húngaro. En Sátoraljaújhely se llevaron a cabo importantes actividades militares y organizativas. Una gran cantidad de lugareños se ofrecieron como voluntarios, aunque algunos fueron rechazados por incapacidad física. Sin embargo, quienes no pudieron unirse contribuyeron a la guardia nacional donando dinero, armas y uniformes para apoyar la causa. En octubre de 1848, surgieron temores en el condado de Zemplén y las regiones vecinas sobre una fuerza austriaca de 5 000 soldados al mando del general Balthasar Simunich que posiblemente avanzaría a través del Paso de Dukla para reforzar a los ejércitos imperiales cerca de Viena. No obstante, las tropas cruzaron la frontera cerca de Trenčín. Las defensas militares en la zona fueron organizadas por el teniente coronel Sándor Pulszky y el comisionado del gobierno Dániel Irányi. Según el plan del Comité de Defensa Nacional, el condado de Zemplén quedó bajo el 7.º Distrito Militar (Prešov) para entrenar reclutas y formar batallones, con Pulszky designado como comandante. El 42.º Batallón Honvéd se estableció en Sárospatak, incluyendo reclutas de Sátoraljaújhely. A pesar del entrenamiento acelerado, la preparación para el combate de las unidades locales siguió siendo limitada después de solo unas pocas semanas de preparación. En la lista de la Compañía de Voluntarios Zemplén III, comandada por el Capitán Mezősy y compuesta por 184 miembros (con fecha del 4 de octubre de 1848), aparecen los nombres de ocho residentes de Sátoraljaújhely. Sin embargo, muchos más lugareños tomaron las armas, incluidos alrededor de 100 residentes judíos que se unieron a la guardia nacional. En diciembre de 1848, el ejército austríaco lanzó una importante ofensiva en la Alta Hungría, creando una situación desesperada en el condado de Zemplén y Sátoraljaújhely. Las fuerzas del general Franz Schlik, de 8 000 hombres, entraron desde Galicia, capturaron Prešov el 9 de diciembre y avanzaron hacia Košice. Esto desató el pánico entre la población local y la guardia nacional, en particular con la aparición de tropas polacas en la región. Si bien se enviaron refuerzos desde Sátoraljaújhely y Tállya, estas unidades carecían de experiencia. A finales de diciembre, el alcalde János Besze recibió el encargo de liderar a las fuerzas de Zemplén, que eran entusiastas pero estaban mal equipadas. En enero de 1849, el ministro de Defensa Lázár Mészáros envió tropas adicionales a la región. Pese a los múltiples intentos de resistencia, las fuerzas húngaras sufrieron una dura derrota en Košice el 4 de enero. Mészáros retiró sus tropas a las áreas de Miskolc y Tokaj antes de dimitir. El 13 de enero, el mando fue transferido al joven general György Klapka en Tokaj. Schlik lanzó una ofensiva el 17 de enero para evitar que las fuerzas húngaras se reagruparan, obligando a Klapka a retirarse. Las tropas austriacas, lideradas por Joseph Herzmanovsky, ocuparon Sátoraljaújhely el 20 de enero, aunque la ocupación se extendió solamente unos días. Las escaramuzas cerca de Tarcal el 22 de enero y Bodrogkeresztúr el 23 de enero terminaron con retiradas austriacas. El 27 de enero, el capitán József Oroszhegyi llamó a un levantamiento local, instando a los voluntarios a reunirse en Bodrogkeresztúr. Los informes de los exploradores estacionados en Mikóháza indicaron que había caballería enemiga cerca de Pálháza, y el 28 de enero, las tropas austriacas volvieron a entrar en Sátoraljaújhely con aproximadamente 5 000 soldados de infantería, caballería y cinco cañones, pero para el 2 de febrero se habían retirado por completo. El 30 de junio, las tropas rusas ocuparon Sátoraljaújhely, como se detalla en el diario de Dénes Katona. La fuerza de ocupación, compuesta por 3 600 soldados de infantería y varios cientos de cosacos, llegó a través del paso de Dukla. La ocupación ejerció una presión significativa sobre la población de la ciudad, con lugareños frecuentemente hostigados y saqueados por los soldados. El 2 de julio, el ayuntamiento restringió las exportaciones de grano para abordar las preocupaciones sobre el suministro de alimentos, y el 11 de julio, introdujo billetes de menor denominación para reducir las dificultades económicas locales. Para septiembre de 1849, comenzó la llamada "era alemana" en Sátoraljaújhely. Alajos Draveczky, el presidente del condado bajo el gobierno imperial, reemplazó a los líderes locales con leales a la corona de los Habsburgo. Los funcionarios municipales y maestros "poco fiables" fueron destituidos, y las organizaciones de la oposición, como el Casino Zemplén, fueron disueltas sistemáticamente.

### Del Compromiso Austro-Húngaro al Tratado de Trianón (1867-1920)

#### La Belle Époque (1867-1914)

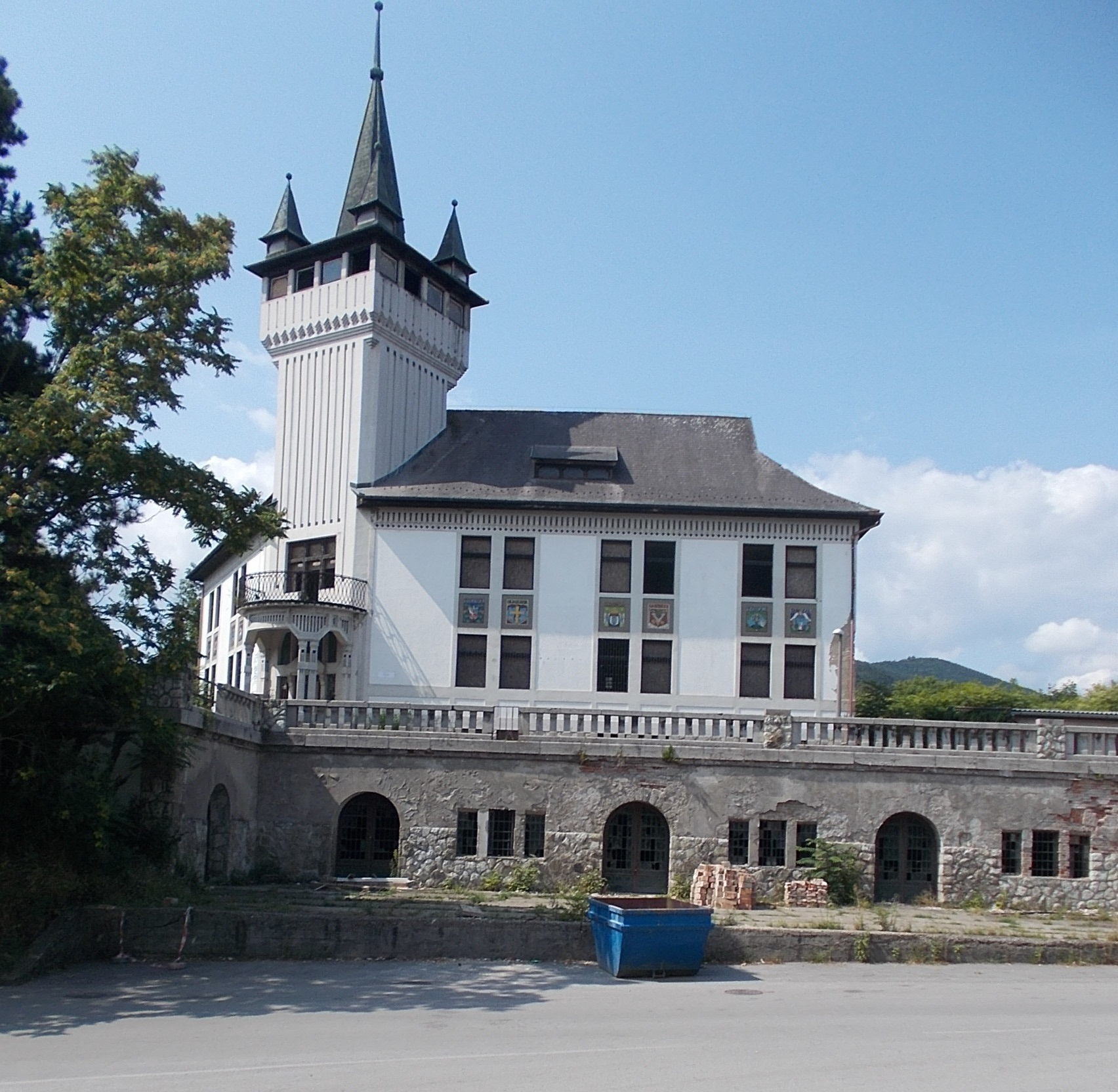
La "Iglesia del Vino" tal como era antes de su renovación

Tras el Compromiso austrohúngaro de 1867, Sátoraljaújhely creció rápidamente a finales del siglo XIX, triplicando su población en 50 años. De poco más de 6 000 habitantes en 1850, la ciudad creció a 20 000 al estallar la Primera Guerra Mundial y llegó a 22 000 en 1920. Esta expansión económica y demográfica fue impulsada en gran medida por el desarrollo de la red ferroviaria galicia. En 1871, se construyó la estación principal de ferrocarril de la ciudad, y el primer ferrocarril de doble vía en Hungría conectó Sátoraljaújhely con Miskolc y Budapest, facilitando un importante tráfico de mercancías. La finalización de la línea ferroviaria Sátoraljaújhely– Humenné – Przemyśl en 1872 conectó aún más la ciudad con áreas más allá de los Cárpatos y con las regiones occidentales del Imperio austrohúngaro. Sátoraljaújhely se convirtió en un importante centro ferroviario, con líneas que lo conectaban con Cracovia, Leópolis y otras ciudades clave de Galicia. La ciudad también se convirtió en un centro postal en la década de 1870, lo que aumentó su importancia regional. A principios de siglo, Sátoraljaújhely se había convertido en un importante centro comercial y financiero en el noreste de Hungría. La comunidad judía tuvo un papel importante en el establecimiento y avance de la estructura económica capitalista de la ciudad. Este período también vio una migración significativa, con colonos que llegaban de Galicia y pueblos cercanos, lo que ayudó al crecimiento de la ciudad. A finales del siglo XIX y principios del XX se produjo un desarrollo urbano considerable, dando forma al distrito central de la ciudad tal y como es hoy en día. Los hitos notables incluyeron la apertura de un teatro en 1883, la construcción de una estación de bomberos en 1888 y la creación de clubes deportivos en 1890. La fábrica de tabaco, terminada en 1894, sigue operativa a día de hoy. En 1896, la ciudad inauguró una central eléctrica y, en 1900, se abrieron tanto un gymnasium como baños públicos. En 1899, Sátoraljaújhely obtuvo la categoría de "municipio", lo que le otorgó mayor autonomía. Posteriormente, se ejecutaron importantes proyectos de infraestructura: el nuevo cementerio se inauguró en 1901 y, en 1905, se completaron el Hospital Judío y el Hospital Público del Condado de Zemplén. Ese mismo año, se construyeron el Palacio de Justicia y la penitenciaría, diseñados por el arquitecto Győző Czigler. En 1906 se inauguró un moderno sistema de agua y alcantarillado, y en 1908 se terminó la construcción del edificio de tres plantas del Instituto Escolapio. La industria vitivinícola de la ciudad se recuperó después de la crisis de la filoxera de la década de 1890, y la reconstrucción de los viñedos se completó en 1905. Este resurgimiento impulsó el comercio del vino y, entre 1913 y 1914, se construyó el icónico centro vinícola de Sátoraljaújhely, la "Iglesia del Vino", cerca de la estación de tren. Su fachada presenta mosaicos de azulejos Zsolnay que representan los escudos de los pueblos vitivinícolas de la región de Tokaj. El complejo incluye una bodega de 37 sucursales capaz de almacenar decenas de miles de litros de vino. Además, a principios del siglo XX se llevaron a cabo proyectos de modernización de carreteras. El primer periódico de la ciudad, Zemplénmegyei Híradó (posteriormente Zempléni Híradó), comenzó a publicarse en 1862, seguido por el periódico Zemplén en 1870. Cuando Hungría abolió la condición de pueblos de mercado en 1871, Sátoraljaújhely se convirtió en una gran aldea, abandonando gradualmente su carácter rural y adoptando un estilo de vida más urbano y cívico. Profesionales con un alto nivel educativo, como profesores, médicos, ingenieros y abogados, comenzaron a establecerse en la ciudad. En 1881, se fundó la Logia Francmasónica Rákóczi, con objetivos como marcar el lugar de nacimiento de Francisco II Rákóczi y restaurar la tumba y el jardín de Ferenc Kazinczy, incluyendo la construcción de un mausoleo. La prensa local desempeñó un papel importante en la promoción de los valores culturales de la ciudad, en particular en el cultivo de los legados de Rákóczi, Kazinczy y Lajos Kossuth. Su prominencia creció durante las celebraciones del Milenio, a pesar de que ninguno de ellos era nativo de la ciudad. Este movimiento cultural se centró en tres acontecimientos importantes: la muerte de Kossuth en 1894, el regreso de los restos de Rákóczi en 1906 y el 150 aniversario del nacimiento de Kazinczy en 1909. En la década de 1910, Sátoraljaújhely era conocida como una ciudad vibrante y cosmopolita con una atmósfera intelectual y comercial animada.

#### Durante la Primera Guerra Mundial (1914-1920)
El ejército checo ocupó Sátoraljaújhely el 30 de abril de 1919, pero fue reconquistada por las fuerzas militares de la República Soviética Húngara el 6 de junio. Los checos volvieron a entrar en la ciudad el 13 de agosto y mantuvieron la ocupación de la zona hasta la primavera de 1920.

#### Consecuencias del Tratado de Trianón
Como resultado del Tratado de Trianón de 1920, Sátoraljaújhely se convirtió en una ciudad fronteriza. Anteriormente un importante centro ferroviario, se degradó a estación terminal y continuó siendo la sede del ahora inexistente condado de Zemplén. Parte de la ciudad, ubicada a lo largo del arroyo Ronyva, fue cedida a Checoslovaquia y pasó a conocerse como Slovenské Nové Mesto. Esta división provocó un declive en el crecimiento económico de la ciudad, redujo su actividad comercial y disminuyó su importancia administrativa y cultural. El arroyo Ronyva se convirtió en la nueva frontera estatal, separando la zona industrial y las tierras agrícolas orientales del resto de la ciudad. Tras la inspección fronteriza realizada por la Comisión Mixta Húngaro-Checoslovaca en 1924, las autoridades checoslovacas devolvieron las obras hidráulicas municipales y concedieron una carretera construida para su uso bajo administración húngara.

### Desde el Tratado de Trianón hasta la actualidad (1920-)

#### Entre las dos guerras mundiales (1920-1939)

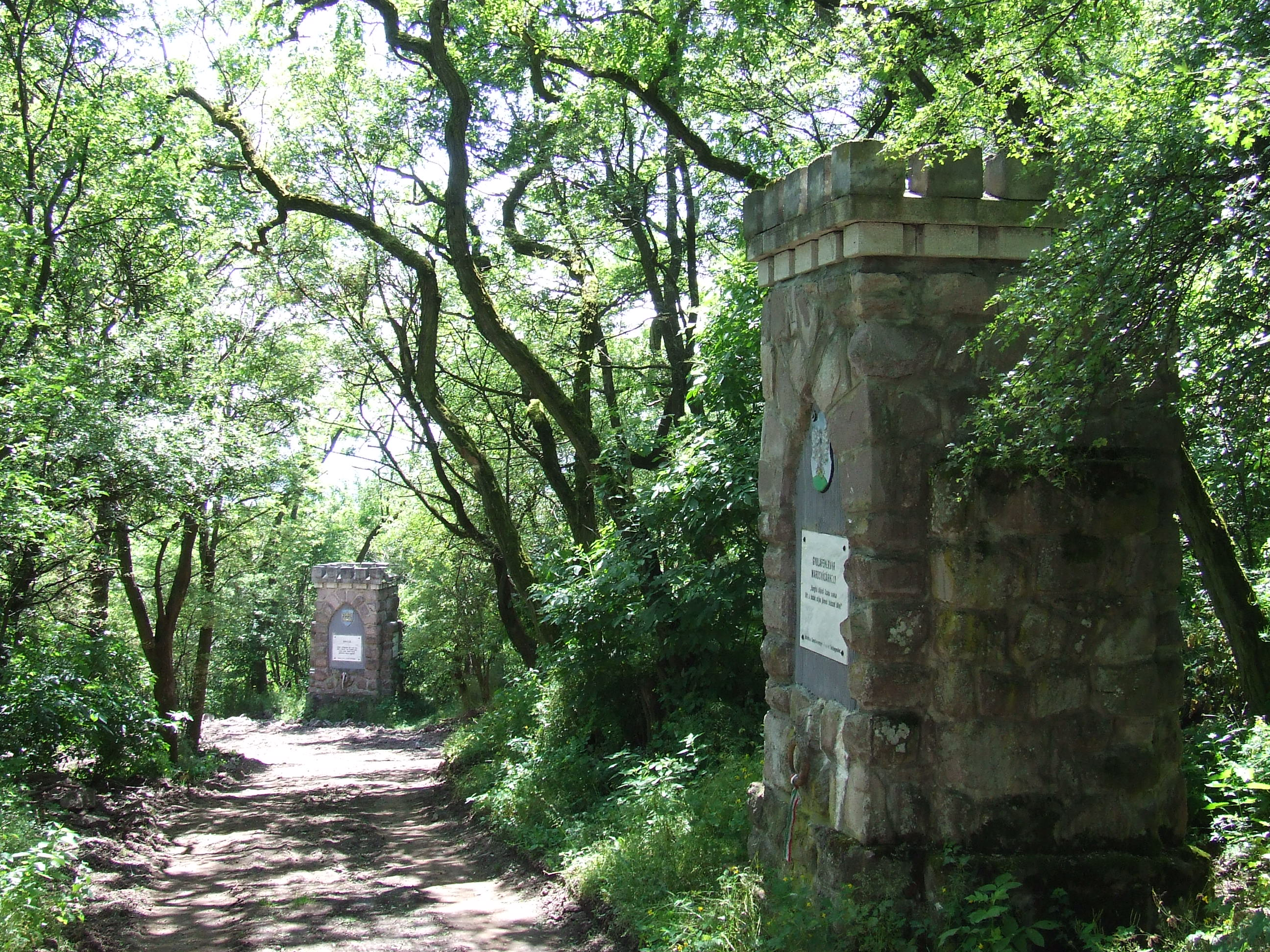
Los bastiones de la caballería húngara

En la década de 1920, muchos funcionarios e intelectuales de la antigua región de Alta Hungría (que corresponde a la actual Eslovaquia) se mudaron a Sátoraljaújhely, ya que la estructura administrativa del condado mantuvo su tamaño anterior a 1918. Jubilados, gendarmes, soldados y trabajadores ferroviarios también se asentaron en la ciudad. No obstante, la vida pública local se vio limitada por las restricciones al derecho a voto y la persistencia del sistema electoral. A pesar de estos desafíos, los residentes se organizaron en diversas comunidades locales, donde los grupos religiosos y las organizaciones cívicas desempeñaron un papel particularmente importante. La inversión gubernamental en el desarrollo de la ciudad durante el período de entreguerras fue limitada, aunque se realizaron algunas mejoras. En 1924 se construyó un ferrocarril de vía estrecha a lo largo de la carretera principal, que conectaba Füzérkomlós, en la región de Hegyköz, con Nyíregyháza. Lamentablemente, el puente cerca del pueblo de Balsa, ubicado a orillas del río Tisza, fue destruido al final de la Segunda Guerra Mundial, y desde entonces el tren funcionó solamente hasta Kenézlő.

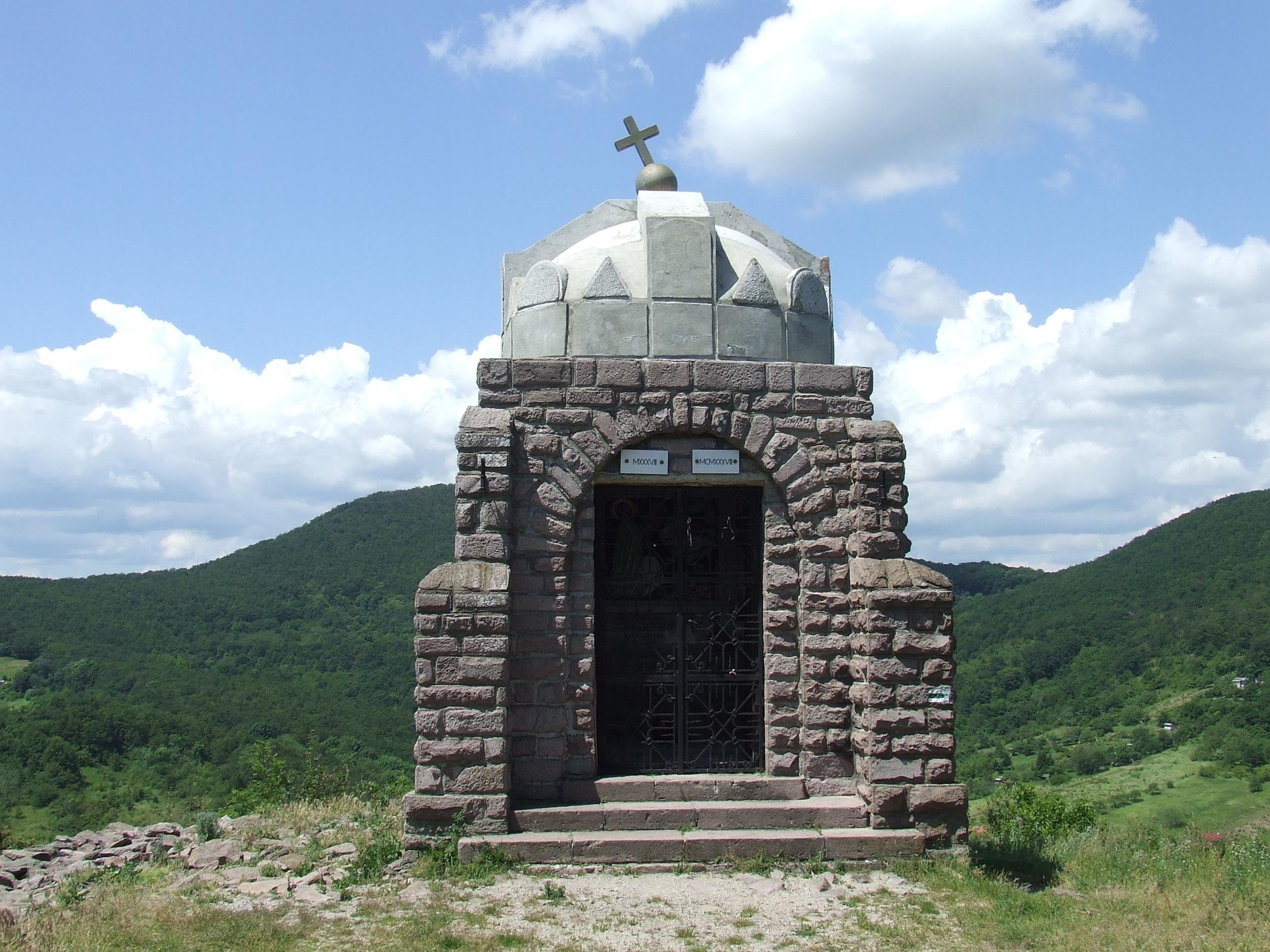
Capilla de San Esteban

En 1928, la ciudad inauguró su nuevo edificio de teatro en la plaza principal, flanqueado por dos edificios de apartamentos para funcionarios. Entre 1926 y 1928, la ciudad construyó la sede de la Dirección Financiera, con un hastial adornado con un grupo escultórico por Zsigmond Kisfaludy Strobl que representa la conquista húngara. La ciudad fue particularmente activa en el apoyo a los esfuerzos de revisión territorial húngara durante el período de entreguerras. Después del Primer Arbitraje de Viena, de 1938 a 1944, Sátoraljaújhely recuperó sus territorios anteriormente cedidos. En 1936, como parte de los movimientos irredentistas y revisionistas, se construyó el monumento conmemorativo Magyar Kálvária (Calvario Húngaro) en la colina Szár sobre la ciudad, financiado por donaciones públicas. El monumento incluía 13 estaciones tipo bastión que representaban ciudades perdidas ante Hungría, la bandera nacional número 100 en la cima y la capilla de San Esteban, consagrada en 1938. Estas estructuras fueron destruidas en 1946, pero fueron reconstruidas después de la caída del comunismo.

#### Durante la Segunda Guerra Mundial (1939-1945)
Durante la Segunda Guerra Mundial, Sátoraljaújhely fue un lugar importante donde el 2.º departamento del Estado Mayor Húngaro (VKF/2) llevó a cabo actividades de inteligencia y contrainteligencia. Durante la ocupación alemana, el 22 de marzo de 1944, estalló un levantamiento en la prisión local, que fue brutalmente reprimido por las fuerzas alemanas de ocupación. El Tribunal Marcial de Košice Honvéd (en la actual Eslovaquia) actuó como tribunal sumario en el caso. Algunos de los presos políticos consiguieron armas e intentaron escapar, pero les dispararon durante la fuga. La rebelión se saldó con un total de 60 muertos. Los supervivientes fueron interrogados y condenados en la prisión de Sátoraljaújhely, pero algunos presos lograron escapar con la ayuda de los residentes locales. En el verano de 1944, 2 567 residentes judíos fueron deportados de la ciudad a campos de concentración.
A finales de 1944, se produjeron duros combates en los alrededores de Sátoraljaújhely, en los que las colinas que rodeaban la ciudad, incluyendo Várhegy, desempeñaron un papel destacado. La ciudad era estratégicamente importante para las tropas húngaras y alemanas en retirada, ya que formaba el punto sur de la posición de Gizella, que cerraba el extremo oriental de la línea Karola. Desde mediados de noviembre, las tropas soviéticas se aproximaron a la ciudad desde varias direcciones. Las tropas húngaras y alemanas se retiraron a las posiciones de combate en las alturas tras los ríos Bodrog y Ronyva, tras realizar serios esfuerzos por fortalecer el Bodrog y el promontorio de la ciudad. La defensa de Sátoraljaújhely estuvo a cargo de la 4.ª División de Montaña alemana, reforzada con subunidades de las Divisiones 10.ª y 16.ª de Infantería húngaras. Tras feroces combates callejeros el 2 de diciembre, la ciudad cayó en manos soviéticas. La lucha continuó entonces en las montañas colindantes. Las tropas soviéticas ocuparon gradualmente las colinas, mientras que las unidades húngaras y alemanas defendían las localidades de Magashegy, Sátorhegy, Némahegy y Várhegy. La unidad estacionada en Várhegy, compuesta mayoritariamente por húngaros, repelió los ataques de las tropas rumanas en varias ocasiones. La historia detallada de los combates en las colinas aún no se ha explorado, pero durante las excavaciones arqueológicas de Várhegy se encontraron múltiples artefactos que pueden ayudar a reconstruir las luchas. Se pueden observar rastros de posiciones de tiro y nidos de ametralladoras en la ladera sureste de la meseta. Durante las excavaciones, se encontraron latas, asas de cajas de munición, municiones, bayonetas, placas de identificación, minas y granadas de mano sin explotar. La memoria de los soldados que murieron en las batallas en torno a Sátoraljaújhely se conserva en numerosos monumentos locales.

#### Era socialista (1945-1990)
Entre 1945 y 1950, el teatro amateur prosperó en Sátoraljaújhely. En 1948, se nacionalizaron las escuelas religiosas, entre ellas la Escuela Secundaria Escolapia y el Instituto Femenino Carolineum. Después de 1950, la red educativa de la ciudad se expandió significativamente. Junto a la escuela secundaria ya existente, se abrieron dos adicionales: la Escuela Vocacional Económica y la Escuela Vocacional de Viticultura. Otras instituciones establecidas durante este período incluyeron una Escuela Técnica, tres escuelas primarias, una escuela en eslovaco, una escuela de educación especial y, a partir de 1957, la Escuela Estatal de Música. Hasta 1950, Sátoraljaújhely fue la capital del Condado de Zemplén. No obstante, este estatus se perdió durante la reorganización administrativa de 1950, que disolvió el sistema histórico del condado. Ese mismo año, siguiendo el modelo soviético, se estableció el consejo municipal como el nuevo órgano de gobierno local bajo la ley del consejo, y el edificio del teatro fue reutilizado como Centro Cultural. La década de 1950 también trajo cambios significativos a la industria y a la administración local. Se establecieron fábricas, marcando el inicio del desarrollo industrial impulsado por el estado y el consejo, mientras que las industrias privadas a pequeña escala fueron suprimidas. La urbanización impulsó la migración desde las aldeas cercanas, provocando un aumento constante en la construcción de viviendas y el desarrollo de las primeras urbanizaciones de paneles prefabricados de la ciudad. A partir de la década de 1960, Tokaj-Hegyalja se convirtió en una región vinícola cerrada, y la reestructuración liderada por el estado de la viticultura y la vinificación trajo cambios sustanciales a este sector agrícola clave. Durante este tiempo, hubo una creciente demanda de grupos artísticos y culturales para preservar las tradiciones locales. A partir de 1966, Sátoraljaújhely albergó las Olimpiadas Anuales de Invierno de Jóvenes Pioneros, que le dieron reconocimiento nacional a la ciudad en esquí. En 1967, el equipo de fútbol Spartacus ganó el Campeonato de Primera División del Condado, y en 1969, se fundó el Conjunto Folclórico de Hegyalja, ahora reconocido más allá de las fronteras de Hungría. En 1971, se fundó el Borkombinát (Combinación de Vinos) para coordinar la viticultura y la vinificación en la región de Tokaj-Hegyalja, con sede en Sátoraljaújhely. Sin embargo, el turismo permaneció subdesarrollado hasta la década de 1970, principalmente debido a la falta de alojamiento y servicios de hostelería de alta calidad. A principios de la década de 1980, se desmanteló el tramo del ferrocarril de vía estrecha que pasaba por la ciudad, seguido de la retirada de toda la red. En 1984, se renovó la exposición histórica de la ciudad y, en 1985, se fundó la Sociedad Kazinczy Ferenc, lo que marcó un importante resurgimiento de la vida cívica. En 1988, comenzó a publicarse la revista mensual local Újhelyi Körkép.

#### Desde el fin del comunismo (1990–)

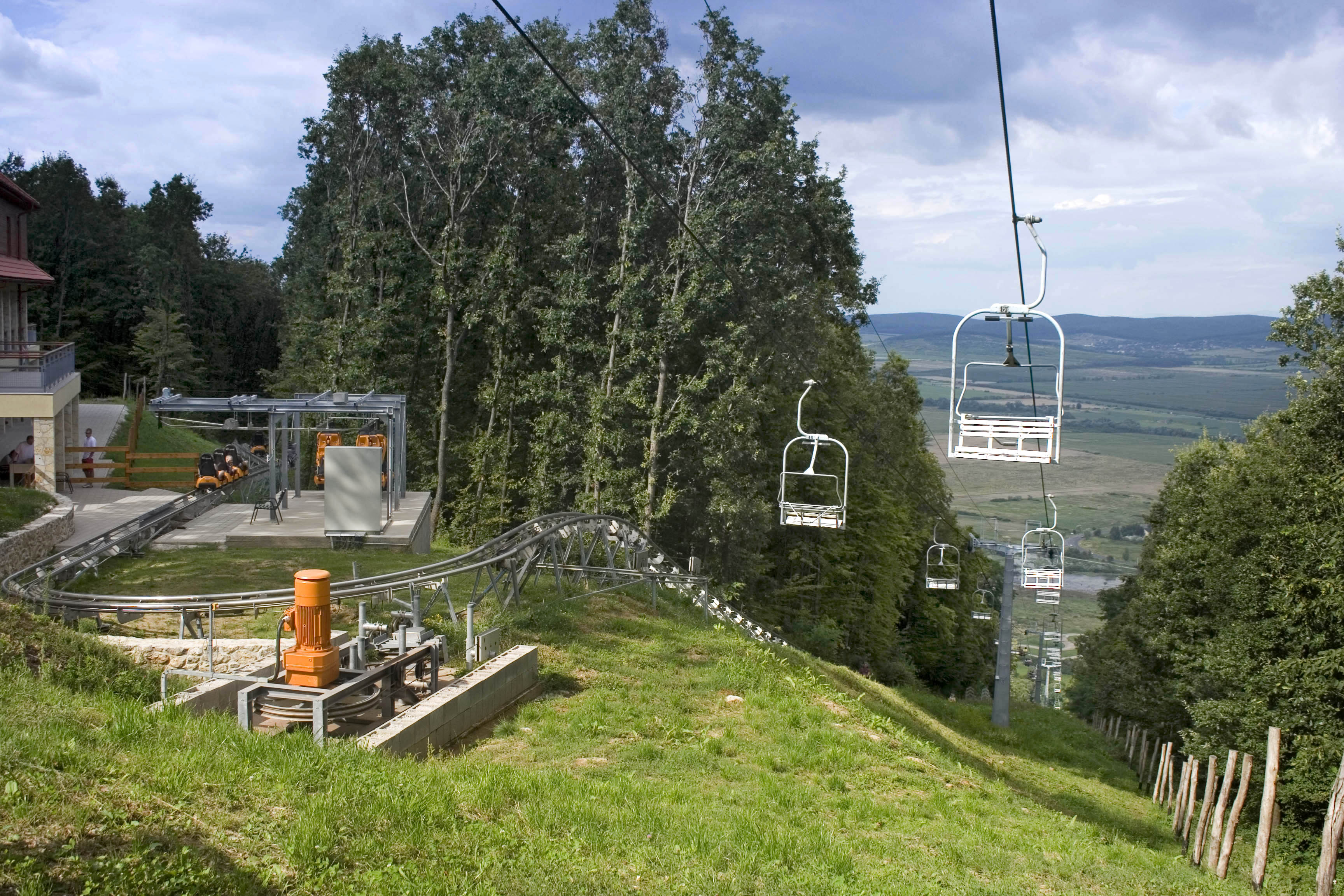
Parque de Aventuras Zemplén - Pista Bob y telesilla

La independencia de Ucrania en 1991 tuvo un impacto directo en Sátoraljaújhely, permitiendo a los residentes reconectarse con sus familiares en Transcarpacia. El establecimiento de la Eslovaquia independiente en 1993 creó una nueva situación geopolítica para la ciudad, que se convirtió en un asentamiento clave a lo largo de la frontera entre Hungría y Eslovaquia. La adhesión de Hungría y Eslovaquia a la Unión Europea en 2004 y su entrada al espacio Schengen en 2007 abrieron nuevas oportunidades para la cooperación transfronteriza. Con la eliminación de los controles fronterizos, la movilidad y las relaciones económicas se fortalecieron, aunque los primeros días de la integración de Schengen estuvieron marcados por conflictos. En el lado eslovaco, se utilizaron jardineras de hormigón para bloquear la carretera que conectaba las partes húngara y eslovaca de la ciudad, lo que provocó tensiones locales y disputas internacionales. El cambio de régimen de 1990 y los años posteriores trajeron transformaciones significativas a Sátoraljaújhely. La administración, la educación, los servicios sociales, la industria y el comercio de la ciudad sufrieron múltiples reestructuraciones. El cierre de numerosas empresas y centros de producción locales planteó serios desafíos a la población. Tras el cambio de milenio, la ciudad enfrentó un declive económico, y los problemas sociales se convirtieron en sus retos más acuciantes. La creciente proporción de población romaní planteó nuevas cuestiones sociales y económicas, y los precios de las propiedades se mantuvieron por debajo de la media nacional, lo que indicaba un aumento de la pobreza. Los dirigentes municipales consideraron el desarrollo turístico una forma de reactivar la economía y realizaron importantes inversiones en este ámbito. En 2002, se inauguró un nuevo pabellón deportivo y se renovó la piscina municipal. En 2007, se modernizó el centro cultural, y en 2008, se completó el tramo de circunvalación de la «carretera principal 37», lo que redujo el tráfico urbano y mejoró la calidad de vida de la ciudad. Ese mismo año, comenzaron las excavaciones arqueológicas en Vár-hegy (Colina del Castillo). En 2009, se inauguró el Parque de Aventuras de Zemplén, que desde entonces se ha ampliado continuamente. Ese mismo año, la calle principal de la ciudad se convirtió en zona peatonal, impulsando el turismo local. En 2010, se renovó el edificio de la estación de tren, y en 2021, el Hotel, Campamento y Centro de Eventos Rákóczi, antiguo campamento infantil de la era socialista, se transformó en un moderno hotel, centro de eventos y campamento de verano para estudiantes. También en 2021, comenzó la renovación completa de la abandonada "Iglesia del Vino", junto con los planes para reutilizarla. En 2024, se inauguró el "Puente de la Unidad Nacional", que conecta las ruinas del castillo con el Parque de Aventuras Zemplén. Ese mismo año, se modernizaron la piscina municipal y el pabellón deportivo, y la totalmente renovada "Iglesia del Vino" reabrió sus puertas al público.

### Historia judía

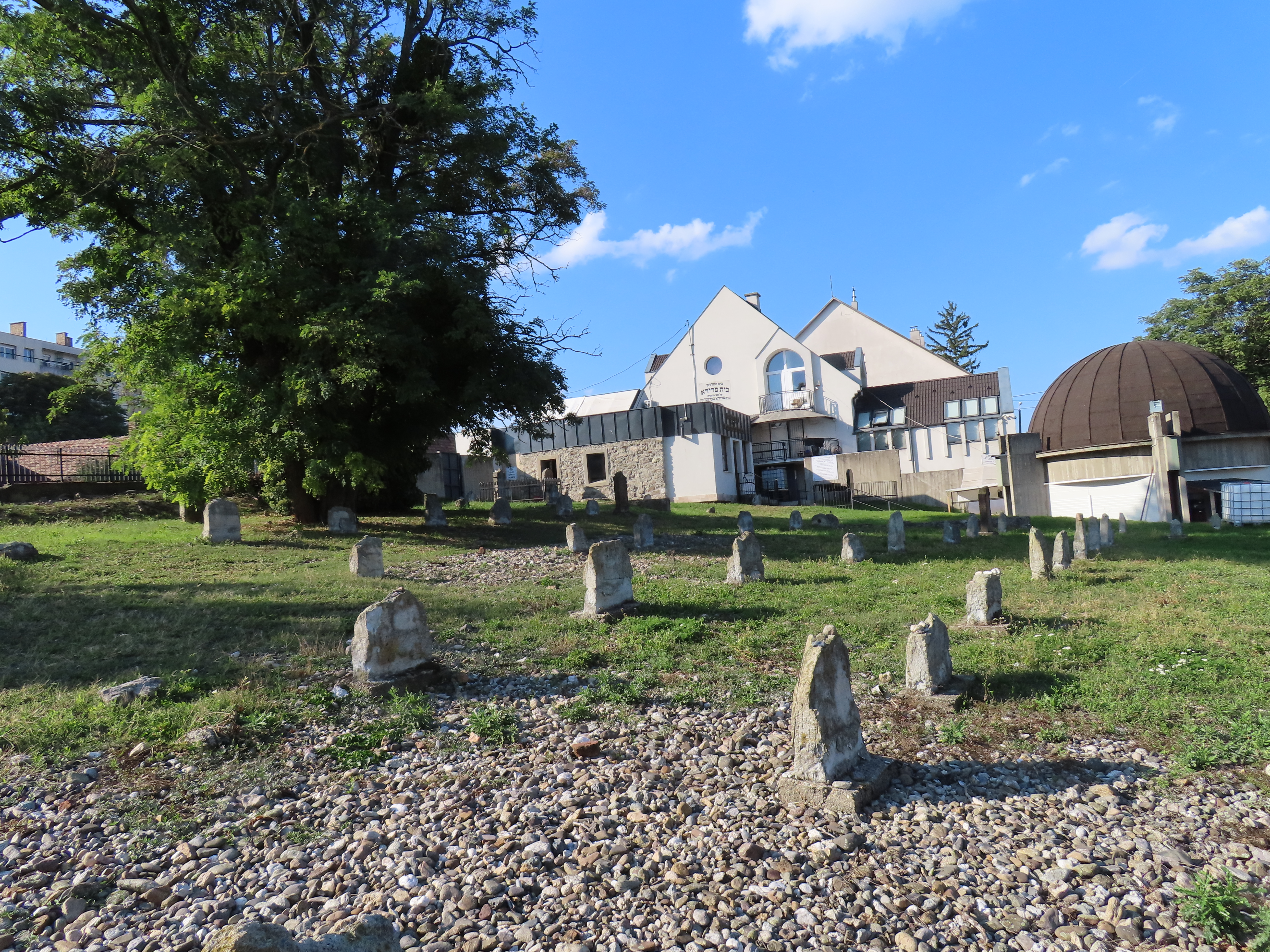
Sinagoga judía abandonada y cementerio

Históricamente, Újhely (Sátoraljaújhely) pertenecía al condado de Zemplén. Los documentos muestran que en 1734 los judíos vivían en Sátoraljaújhely y que se les permitía adquirir bienes raíces. Es evidente que la comunidad estaba creciendo entonces; pues 10 años después, los judíos poseían una escuela que en 1829 recibió un legado de 260 000 florines de Martin Raphael Kästenbaum, y que a partir de entonces fue conocida por su nombre. La lápida más antigua data de 1760, aunque el ḥebra ḳaddisha, que estaba conectado con un hospital, no se estableció hasta 1772, siendo su fundador un rabino itinerante llamado Nephtali Hirsch. Se construyó una sinagoga en Sátoraljaújhely en 1790; y cuando fue demolida en 1887 para ser reemplazada por un nuevo templo, se descubrió que contaba con ocho cámaras subterráneas, que probablemente servían como refugios para protegerse de los pogromos antisemitas locales. El documento más antiguo de la comunidad data de 1831, durante el rabinato de Moses Teitelbaum, de quien se cuenta que Lajos Kossuth, quien posteriormente lideraría la Revolución Húngara de 1848, aquejado de una enfermedad infantil, fue llevado ante él, y que el rabino bendijo al niño y, refiriéndose a la palabra "ḳosheṭ" del Salmo 60:6, profetizó su futura grandeza. Teitelbaum falleció en 1841 y fue sucedido por su nieto Yekusiel Yehuda Teitelbaum, quien alrededor del año 1848 se trasladó a Gorlice. Jeremiah Löw fue nombrado rabino de Újhely. Löw, uno de los líderes del partido ortodoxo, fue sucedido por el rabino jefe Koloman Weisz y el predicador Isidor Goldberger. Michael Heilprin, quien actuó como secretario del ministro Bertalan Szemere en 1848, fue, antes de la Revolución, profesor en la escuela judía de Ujhely. En 1905, los judíos de la ciudad sumaban 4 500 de una población total de 13 000.

## Ciudades hermanadas
Sátoraljaújhely está hermanada con:
- Krosno, Polonia (2006)
- Opole Lubelskie, Polonia (2003)
- Sărățeni, Rumanía
- Sindos, Grecia (2000)
- Waadhoeke, Países Bajos (1991)